# Helmut Kohl

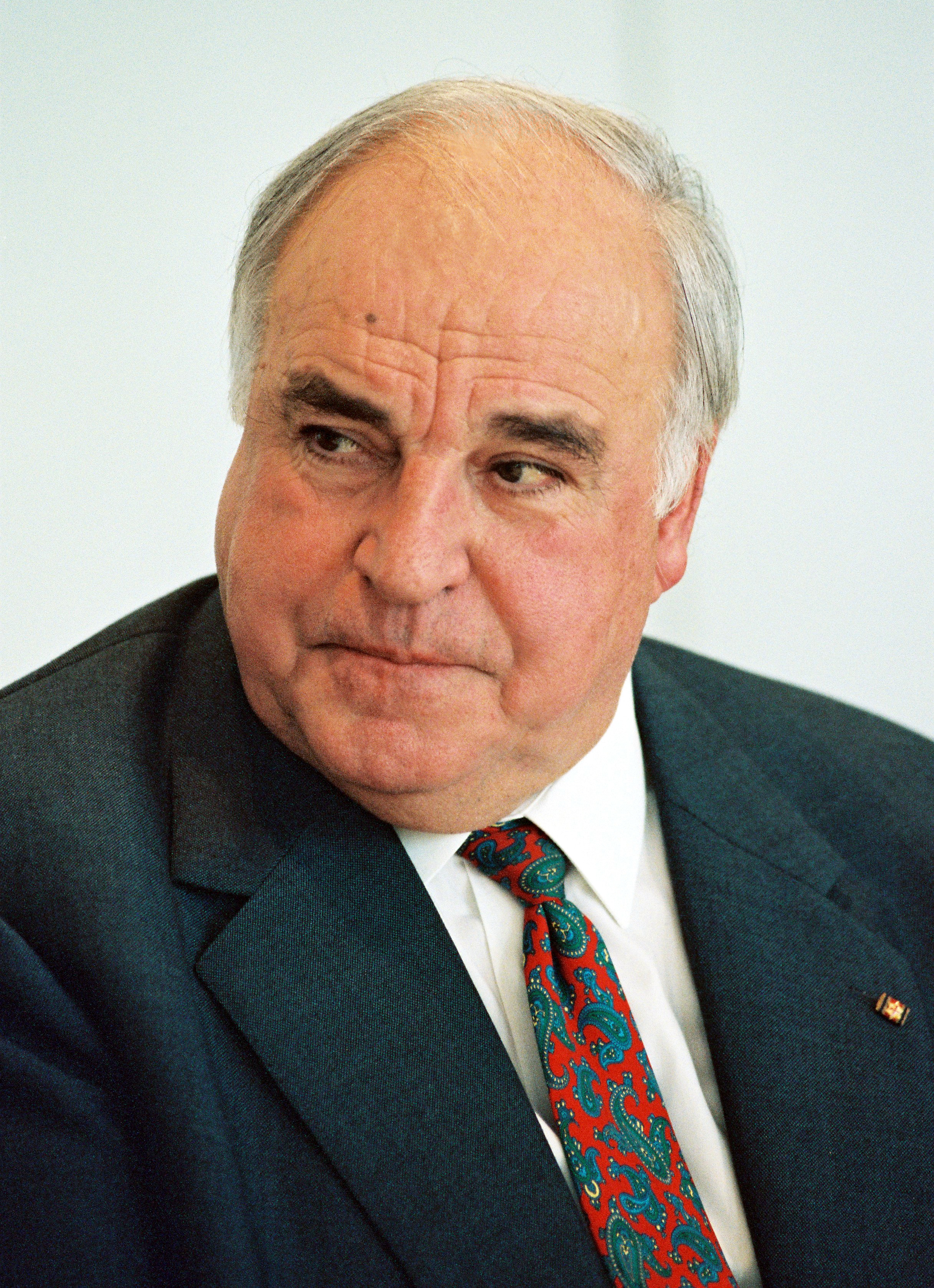
Helmut Kohl (1996)

Helmut Josef Michael Kohl (* 3. April 1930 in Ludwigshafen am Rhein; † 16. Juni 2017 ebenda) war ein deutscher Politiker (CDU). Er war vom 1. Oktober 1982 bis zum 27. Oktober 1998 der sechste Bundeskanzler der Bundesrepublik Deutschland und regierte mit einer schwarz-gelben Koalition wie vor ihm Konrad Adenauer und Ludwig Erhard. Seine Amtszeit ist mit 5870 Tagen damit die bisher längste, sie dauerte neun Tage länger als die Amtszeit Angela Merkels. Kohl war von 1969 bis 1976 dritter Ministerpräsident des Landes Rheinland-Pfalz und von 1973 bis 1998 Bundesvorsitzender, danach bis 2000 Ehrenvorsitzender seiner Partei sowie von 1976 bis 2002 Mitglied des Deutschen Bundestages.
Unter seinem Vorsitz entwickelte sich die CDU zu einer Mitgliederpartei. 1976 erzielte die CDU/CSU mit Kohl als Spitzenkandidat das bis dahin zweitbeste Ergebnis bei Bundestagswahlen, konnte aber die sozialliberale Regierung Schmidt nicht ablösen. Kohl gab sein Amt als Ministerpräsident auf und übernahm als Vorsitzender der CDU/CSU-Fraktion die Rolle des Oppositionsführers im Deutschen Bundestag. Nach dem Bruch der sozialliberalen Koalition wurde er 1982 durch ein konstruktives Misstrauensvotum gegen Helmut Schmidt von CDU/CSU und FDP zum Bundeskanzler gewählt.
Nachdem Demonstrationen und massenhafte Flucht aus der DDR über die östlichen Nachbarstaaten am 9. November 1989 den Fall der Berliner Mauer bewirkt hatten, trieb Kohl die deutschen Wiedervereinigung entschlossen voran und galt seitdem als „Kanzler der Einheit“. Kohl war zudem ein Wegbereiter der europäischen Integration, die 1992/1993 zur Gründung der Europäischen Gemeinschaft und 1998/1999 zur Einführung des Euros führte.
Umstritten blieb er wegen seiner Rolle in der Ende 1999 aufgedeckten CDU-Spendenaffäre, die zu seinem Rücktritt als Ehrenvorsitzender der CDU führte, sowie seiner Tätigkeit als Unternehmensberater nach dem Ende seiner politischen Karriere.

## Leben

### Herkunft, Studium und Beruf

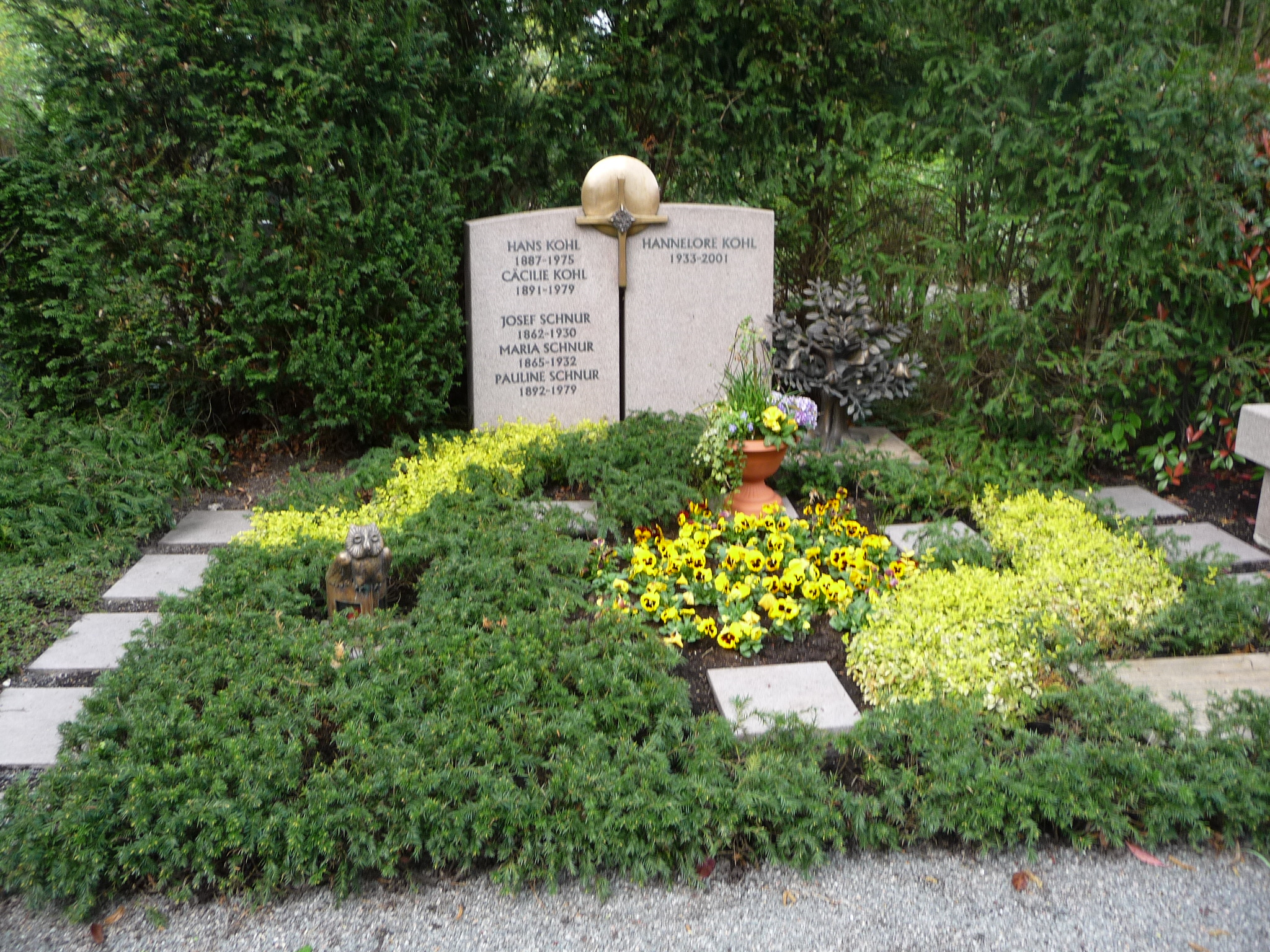
Familiengrab Kohl-Schnur mit Ruhestätte von Hannelore Kohl in Ludwigshafen-Friesenheim

Helmut Kohl wurde 1930 als drittes Kind des Finanzbeamten Hans Kohl (1887–1975) und seiner Frau Cäcilie, geb. Schnur (1891–1979), im Ludwigshafener Stadtteil Friesenheim geboren. Hier wuchs er zusammen mit seiner Schwester Hildegard (1922–2003) und seinem Bruder Walter (1926–1944) in einer konservativ-katholisch geprägten Familie auf. Sein Geburtshaus steht in der Hohenzollernstraße; auf dem Friesenheimer Friedhof befindet sich das Familiengrab, in dem neben Kohls Eltern im Jahr 2001 auch seine erste Ehefrau Hannelore Kohl beigesetzt wurde.
Eines der einschneidendsten Ereignisse in der Jugend Kohls war der frühe Tod seines Bruders Walter im Zweiten Weltkrieg. Er fiel Ende November 1944 als Soldat bei einem Tieffliegerangriff in Haltern (Kreis Recklinghausen).
Kohl besuchte ab dem 1. April 1936 in Friesenheim die Rupprechtschule in der Nietzschestraße und ab 1940 die Oberrealschule. Mit der Kinderlandverschickung gelangte er nach Erbach im Odenwald und später nach Berchtesgaden. Dort erhielt er als Mitglied der Hitlerjugend eine vormilitärische Ausbildung, zum Einsatz als Flakhelfer kam es nicht mehr. Von Berchtesgaden ging er ab Ende April 1945 mit drei Schulkameraden zu Fuß nach Ludwigshafen, wo er im Juni ankam. Da die Oberrealschule zunächst geschlossen war, begann Kohl im August 1945 eine landwirtschaftliche Lehre. Im November 1945 kehrte er an die Oberrealschule an der Leuschnerstraße in Ludwigshafen (das heutige Max-Planck-Gymnasium) zurück und legte dort im Juni 1950 das Abitur ab.
Zum Wintersemester 1950/51 begann er, an der Johann Wolfgang Goethe-Universität Frankfurt am Main Rechtswissenschaft und Geschichte zu studieren. Zum Wintersemester 1951/52 wechselte er an die Ruprecht-Karls-Universität Heidelberg, an der er Geschichte und Staatswissenschaften studierte. Während seines Studiums war er Mitglied der Studentenorganisation AIESEC. Von 1956 bis 1958 war Kohl Wissenschaftlicher Mitarbeiter bei Dolf Sternberger am Alfred-Weber-Institut der Universität. 1958 wurde er mit einer Dissertation zum Thema Die politische Entwicklung in der Pfalz und das Wiedererstehen der Parteien nach 1945 bei Walther Peter Fuchs zum Dr. phil. promoviert. 1958 wurde er in seiner Heimatstadt Direktionsassistent in der Eisengießerei Pfalzgußwerk Walter Mock und war von 1959 bis 1969 Referent beim Verband der Chemischen Industrie.

### Politische Karriere

#### Funktionen in der Partei
Schon als Schüler trat Kohl 1946 der CDU bei; 1947 war er Mitbegründer der Jungen Union in Ludwigshafen. Seine politischen Aktivitäten verfolgte er neben seinem Studium. 1959 wurde er Vorsitzender des CDU-Kreisverbandes Ludwigshafen.
Auf Landesebene wurde er 1953 Mitglied des geschäftsführenden Vorstandes der CDU in der Pfalz, 1954 stellvertretender Landesvorsitzender der Jungen Union Rheinland-Pfalz, 1955 Mitglied des Landesvorstandes der CDU Rheinland-Pfalz und von März 1966 bis September 1974 deren Landesvorsitzender. In dieser Funktion war er zugleich Mitglied des Bundesvorstandes der CDU, in dem er im November 1966 als Einziger gegen den Beschluss zur Großen Koalition und zur geplanten Einführung des gegen die FDP gerichteten Mehrheitswahlrechts auf Bundesebene stimmte.
Kohl wurde 1969 stellvertretender Bundesvorsitzender und war von 1973 bis 1998 der bislang am längsten amtierende Parteivorsitzende der CDU. In dieser Zeit entwickelte sich die Volkspartei CDU von einer Wählerpartei zu einer Mitgliederpartei mit einem Maximum der Mitgliederzahl kurz nach der Wende 1982 sowie einem neuen Maximum nach der Vereinigung mit der Ost-CDU 1990; danach gingen die Zahlen jeweils wieder zurück.
Von 1998 bis 2000 war er Ehrenvorsitzender der CDU; von diesem Amt trat er wegen der Parteispendenaffäre zurück, jedoch kam es 2002 zu einer Wiederannäherung mit der Partei.

#### Landtagsabgeordneter und Ministerpräsident

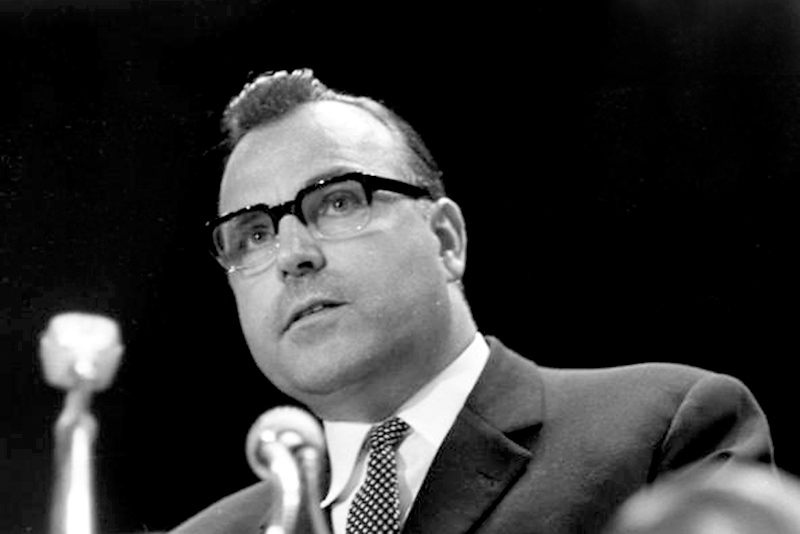
Helmut Kohl in Ludwigshafen (1969)

Kohl wurde 1959 erstmals als – damals jüngster – Abgeordneter in den Landtag von Rheinland-Pfalz gewählt, in dem er ab 1963 CDU-Fraktionsvorsitzender war. Neben seinem Landtagsmandat war er überdies von 1960 bis 1970 Mitglied des Rates der Stadt Ludwigshafen, davon 1960 bis 1969 als Vorsitzender der in Opposition stehenden CDU-Fraktion.
Mit seiner Wahl zum Landesvorsitzenden der CDU Rheinland-Pfalz 1966 galt Kohl als designierter Nachfolger Peter Altmeiers im Amt des Ministerpräsidenten, den er zur Mitte der Legislaturperiode am 19. Mai 1969 ablöste. Bei den Landtagswahlen 1971 und 1975 erzielte er zweimal die absolute Mehrheit, sein Gegenkandidat war beide Male Wilhelm Dröscher (SPD).
In seiner Amtszeit stellte er die Weichen für die Modernisierung des in der Bundesrepublik als rückständig wahrgenommenen Bundeslandes; wichtige Entscheidungen waren die Gebietsreform und die Gründung der Universität Trier-Kaiserslautern (heute: Universität Trier, Technische Universität Kaiserslautern). Gleichzeitig beschleunigte sich der Strukturwandel im weitgehend noch sehr ländlich geprägten Bundesland. Im Bereich des Schulwesens wurden auf der Ebene der Grundschulen die Konfessionsschulen, an denen die CDU auf Betreiben der katholischen Kirche jahrelang festgehalten hatte, durch konfessionsübergreifende Gemeinschaftsschulen ersetzt.
Im Oktober 1971 kandidierte Kohl für die Nachfolge Kurt Georg Kiesingers als CDU-Bundesvorsitzender. Bei dieser Wahl unterlag er Rainer Barzel, dem Vorsitzenden der CDU/CSU-Bundestagsfraktion und Oppositionsführer im Deutschen Bundestag, mit 174 zu 344 Stimmen.
Nachdem Barzel 1972 zweimal mit dem Versuch gescheitert war, Bundeskanzler Willy Brandt (SPD) abzulösen (im April im Rahmen eines Misstrauensvotums sowie als Kanzlerkandidat im November), trat er 1973 als CDU-Vorsitzender zurück. Kohl kandidierte 1973 erneut und wurde, diesmal ohne Gegenkandidat, gewählt.
1976 brachte die Bundesregierung die sogenannten „Polenverträge“ in die Gesetzgebung ein. Vereinbart war eine Globalentschädigung für in Polen lebende ehemalige KZ-Häftlinge sowie Kreditzusagen an Polen; im Gegenzug gab es polnische Zusagen über Ausreisegenehmigungen für deutschstämmige Bürger. Die CDU/CSU lehnte die entsprechenden Gesetze im Bundestag ab. Da sie auch die Zustimmung des damals unionsdominierten Bundesrates benötigten, organisierte Kohl im März 1976 gegen erhebliche Widerstände die Zustimmung aller unionsgeführten Bundesländer, so dass die Gesetze in Kraft treten konnten.

#### Oppositionsführer im Deutschen Bundestag

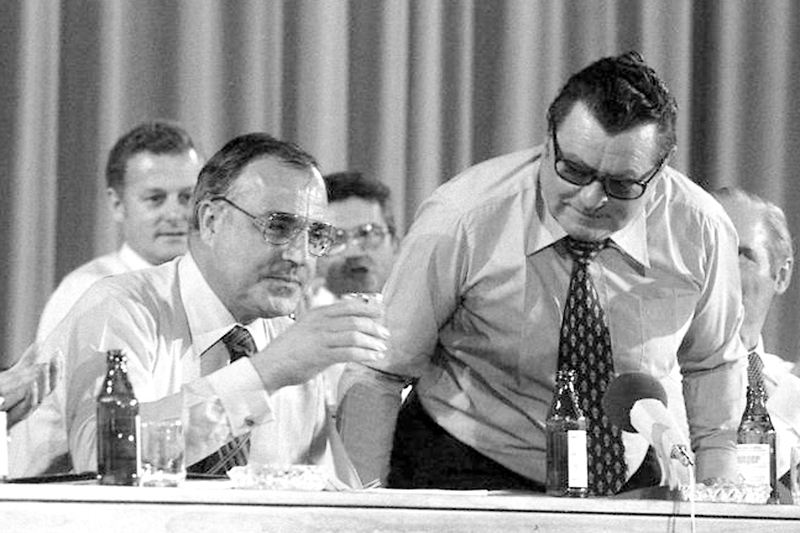
Kohl und Strauß auf dem CSU-Wahlparteitag 1976 in München

Kohl war von 1976 bis 2002 Mitglied des Deutschen Bundestages. Er kandidierte im Bundestagswahlkreis Ludwigshafen/Frankenthal, den er 1990 und 1994 als Direktkandidat gewann; bei den übrigen Wahlen zog er über die CDU-Landesliste Rheinland-Pfalz in den Bundestag ein.
Bei der Bundestagswahl 1976 am 3. Oktober trat Kohl erstmals als Kanzlerkandidat der CDU/CSU an und erzielte mit 48,6 Prozent der Stimmen das bis dahin zweitbeste Wahlergebnis, verfehlte jedoch knapp die absolute Mehrheit. Kohl trat als Ministerpräsident zurück und wurde am 13. Dezember als Fraktionsvorsitzender der CDU/CSU-Fraktion im Deutschen Bundestag Oppositionsführer. Sein Nachfolger als Ministerpräsident wurde am 2. Dezember 1976 Bernhard Vogel.
Einige Wochen nach der Wahl versuchte die CSU am 19. November auf Betreiben ihres Vorsitzenden Franz Josef Strauß mit den Beschlüssen von Wildbad Kreuth, die Fraktionsgemeinschaft mit der CDU im Bundestag aufzukündigen, jedoch konnte Kohl mit der Gegendrohung, die CDU auf Bayern auszudehnen, die Fortführung durchsetzen. In den folgenden Jahren kam es zwischen Kohl und Strauß, der 1978 den Bundestag verließ und bayerischer Ministerpräsident wurde, zu heftigen Auseinandersetzungen um die Führungsrolle in der Union. Strauß sprach Kohl des Öfteren öffentlich Führungsqualitäten und die Befähigung für das Amt des Bundeskanzlers ab (Wienerwald-Rede). Für die Bundestagswahl 1980 verzichtete Kohl auf eine erneute Kandidatur als Bundeskanzler. Der von ihm favorisierte niedersächsische Ministerpräsident Ernst Albrecht unterlag bei der Wahl des Kanzlerkandidaten in der CDU/CSU-Fraktion gegen Strauß, den Kohl daraufhin loyal unterstützte.
Der Verzicht auf eine eigene Kandidatur erwies sich im Nachhinein als kluger Schachzug Kohls, da er überzeugt war, dass Strauß als Bundeskanzler für die Mehrheit der Deutschen nicht wählbar war. Kohls Kalkül ging auf: Strauß erzielte 1980 das bis dahin schlechteste Wahlergebnis der Union bei einer Bundestagswahl nach 1949. Im Weiteren hielt er sich mit Kritik an Kohl zurück, der in Bonn Oppositionsführer blieb.
Strauß profilierte sich weiterhin auf dem rechten Flügel der Union; Kohl dagegen versuchte durch einen gemäßigten Kurs die Mitte anzusprechen und die FDP aus der Koalition mit der SPD zu lösen. Die „geistig-moralische Wende“ war ein zu jener Zeit von Kohl in den politischen Diskurs eingeführtes Schlagwort zur Motivation eines Politikwechsels. Für politische Beobachter erwies es sich als schwierig, eine Verknüpfung dieses unscharfen Begriffs zu konkreten Entscheidungen seiner späteren Regierungszeit herzustellen. Im Zusammenhang mit den späteren Affären wurde er von Gegnern Kohls als Kampfbegriff gegen ihn gerichtet.

#### Bundeskanzler
Am 17. September 1982 zerbrach die von Bundeskanzler Helmut Schmidt geführte sozialliberale Koalition am Streit über die künftige Wirtschafts- und Sozialpolitik. Anlass für den Bruch war u. a. ein Konzeptpapier der FDP zur Überwindung der wirtschaftlichen Schwierigkeiten, das von Otto Graf Lambsdorff ausgearbeitet worden war und neoliberale Positionen zur Reform des Arbeitsmarkts enthielt.

##### Die ersten Jahre der Kanzlerschaft 1982 bis 1989
Nach zehntägigen Koalitionsgesprächen wurde Kohl am 1. Oktober 1982 durch das bis heute einzige erfolgreiche konstruktive Misstrauensvotum in der Geschichte des Bundestages mit den Stimmen seiner eigenen Fraktion und der FDP gegen den Amtsinhaber zum sechsten Bundeskanzler gewählt (Kabinett Kohl I). Bundesaußenminister und Vizekanzler wurde, wie bereits in der sozialliberalen Koalition, Hans-Dietrich Genscher. Der Koalitionswechsel war innerhalb der FDP sehr umstritten.

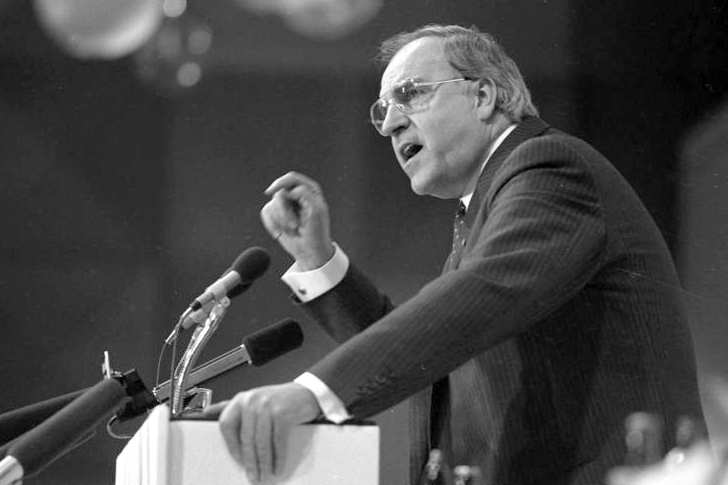
Kohl im Bundestagswahlkampf 1983

Da bei der Bundestagswahl 1980 die FDP mit einer Koalitionsaussage zugunsten der SPD in den Wahlkampf gegangen und Kohl selbst nicht Kanzlerkandidat gewesen war, gab es Zweifel an der demokratischen Grundlage des Machtwechsels, obwohl ein derartiger Wechsel dem Grundgesetz nicht widerspricht. Darum stellte Kohl im Bundestag die Vertrauensfrage, über die am 17. Dezember 1982 entschieden wurde. Die Mehrzahl der Abgeordneten der Regierungskoalition enthielt sich vereinbarungsgemäß der Stimme, wodurch – wie gewünscht – der Bundeskanzler keine Mehrheit erhielt und damit dem Bundespräsidenten nach Art. 68 des Grundgesetzes die Auflösung des Parlamentes vorgeschlagen werden konnte. Nach längerem Zögern entschied sich Bundespräsident Karl Carstens im Januar 1983 für die Auflösung des Bundestags und die Ausschreibung einer vorgezogenen Bundestagswahl. Einige Bundestagsabgeordnete klagten dagegen erfolglos vor dem Bundesverfassungsgericht.
Bei der Bundestagswahl am 6. März 1983 erhielten die CDU/CSU 48,8 % der Stimmen (plus 4,3 Prozentpunkte) und die FDP 7,0 % (minus 3,6 Prozentpunkte) und zusammen eine Mehrheit der Sitze im Bundestag. Kohl, der zwischen 1976 und 1998 sechsmal als Kanzlerkandidat antrat, erzielte sein bestes Wahlergebnis und außerdem das zweitbeste der Unionsparteien in der Geschichte der Bundesrepublik. Die SPD mit ihrem Kanzlerkandidaten Hans-Jochen Vogel erhielt 38,2 % der Stimmen (minus 4,7 Prozentpunkte).
Bei der Bundestagswahl am 25. Januar 1987 verlor die CDU/CSU Stimmanteile (minus 4,5 Prozentpunkte); dennoch behielt die Regierungskoalition die Mehrheit und Kohl wurde im Amt bestätigt (Kabinett Kohl III). Kanzlerkandidat der SPD war der nordrhein-westfälische Ministerpräsident Johannes Rau.

###### Innen- und Deutschlandpolitik
Trotz des jahrelangen christdemokratischen Widerstands gegen die Ostpolitik der sozialliberalen Regierung setzte die Regierung Kohl die Außen- und Deutschlandpolitik der vorangegangenen Regierung Schmidt in den wesentlichen Zügen fort. Zur Verhinderung einer Zahlungsunfähigkeit erhielt die DDR durch Vermittlung des CSU-Vorsitzenden Strauß einen Milliardenkredit. Als Gegenleistung beseitigte die DDR-Regierung ab 1984 nach und nach die Selbstschussanlagen an der innerdeutschen Grenze und erteilte in großzügigerer Weise Ausreisegenehmigungen für Übersiedler aus der DDR in die Bundesrepublik. Im Gegensatz zu seinen späteren Gegenkandidaten Oskar Lafontaine und Gerhard Schröder sah Kohl während der gesamten Zeit vor 1989 eine mögliche Deutsche Wiedervereinigung als wichtiges politisches Ziel an; dementsprechend lehnte er, anders als Lafontaine, die Anerkennung einer eigenständigen Staatsbürgerschaft der DDR neben der Deutschen Staatsangehörigkeit konsequent ab. Eine weitere große Zuwanderungsgruppe stellten die deutschstämmigen Aussiedler aus Osteuropa und der Sowjetunion dar, für deren Ausreisegenehmigung sich Kohl einsetzte, ihre Zahl stieg auf über 370.000 im Jahr 1989.

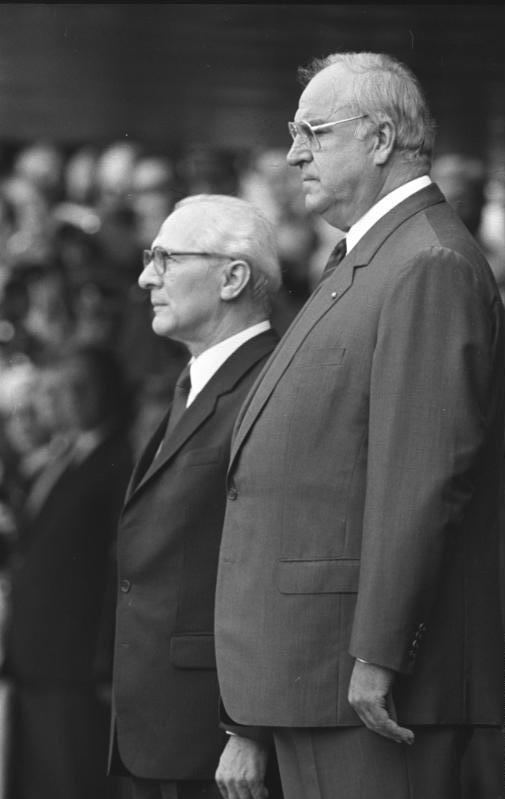
Kohl und Honecker in Bonn (1987)

Ab Mitte der 1980er Jahre stiegen die Zahlen der Asylbewerber auf über 100.000 jährlich an, „Asylmissbrauch“ wurde zum wichtigen Thema der politischen Diskussion. Problemfördernd erwies sich die westdeutsche Auffassung des besonderen rechtlichen Charakters der innerdeutschen Beziehungen, als Mitte der 1980er Jahre in stark zunehmendem Maße Asylsuchende aus Afrika und Südasien über Ost-Berlin unkontrolliert nach West-Berlin einreisten; erst nach zahlreichen Initiativen sowohl der Regierung als auch der SPD-Opposition leistete die DDR einen Beitrag zur Eindämmung des Zustroms.
Nach jahrelangen Verhandlungen konnte 1987 Erich Honecker, Staatsratsvorsitzender und Generalsekretär des ZK der SED, als erstes DDR-Staatsoberhaupt vom 7. bis 11. September 1987 offiziell die Bundesrepublik besuchen. In Bonn sprach er eine Einladung zu einem offiziellen Besuch der DDR an Kohl aus. Da der Kanzler aus statusrechtlichen Gründen Ost-Berlin, das nach westdeutscher Auffassung nicht Teil der DDR war, nicht offiziell besuchen konnte, unternahm Kohl eine Privatreise in die DDR mit seiner Frau, dem Sohn Peter und zwei politischen Beratern vom 27. bis 29. Mai 1988 – vereinbarungsgemäß ohne Ankündigung und Journalistenbegleitung, dafür war er frei in der Auswahl der Reiseroute. Später bezeichnete er diese Reise als eine der bewegendsten seines Lebens.
Gegenüber der Zahl ausländischer Bewohner Deutschland, die besonders durch den Familiennachzug anstieg, beharrte Kohl darauf, Deutschland sei „kein Einwanderungsland“. 1982 bekannte er sich in einem vertraulichen Gespräch mit der britischen Premierministerin Margaret Thatcher zu dem Ziel, die Zahl der Türken in Deutschland um 50 Prozent reduzieren. Seine Regierung unterstützte freiwillige Maßnahmen zur Rückkehrförderung, die schon von der sozialliberalen Vorgängerregierung beschlossen worden waren.
Die stetige Zuwanderung führte zu einer Umkehr des demographischen Trends: die seit den 1970er Jahren stagnierende und später rückläufige Bevölkerungszahl Westdeutschlands stieg ab 1985 wieder deutlich an. In der kontroversen Diskussion über die Zuwanderung und Ausländerpolitik vertrat Kohl den Standpunkt, Deutschland sei kein Einwanderungsland.
In der Wirtschafts- und Sozialpolitik fand eine Wende in der Art, wie sie die FDP in ihrem Konzeptpapier vom 9. September 1982 gefordert hatte, nicht statt. Neben kleineren Einschnitten in der Sozialpolitik wurden durch Kohls langjährigen Arbeits- und Sozialminister Norbert Blüm erstmals Kindererziehungszeiten bei der Berechnung des gesetzlichen Rentenanspruchs angerechnet sowie Arbeitsbeschaffungsmaßnahmen und Möglichkeiten des Vorruhestands eingeführt, um der hohen Arbeitslosigkeit zu begegnen. Bis 1989 konnten die Staatsquote und die Inflationsrate dauerhaft gesenkt werden.
Ein wichtiges innenpolitisches Thema des dritten Kabinetts Kohl wurde die Reform des Einkommensteuerrechts unter Federführung der Bundesfinanzminister Gerhard Stoltenberg und Theo Waigel. In einer mehrstufigen Steuerreform wurden die unter der Regierung Schmidt auf einen historischen Höchststand gekletterten Einkommensteuersätze gesenkt und 1990 ein linear-progressiver Tarif eingeführt, der den sogenannten „Mittelstandsbauch“ im Steuerrecht beseitigte. Die Steuersenkung und die Kosten der sozialpolitischen Maßnahmen führten zu einem Anstieg der Staatsverschuldung, die nach zwischenzeitlichem Rückgang 1989 wieder den Stand zur Zeit der Regierung Schmidt erreichte.
In der Medienpolitik forcierte die Bundesregierung die Breitbandverkabelung. 1984 startete in Kohls Heimatstadt Ludwigshafen das erste deutsche Kabelfernsehen, in der Folgezeit kamen zahlreiche Privatsender auf den Markt.
Wichtige umweltpolitische Entscheidungen waren die Einführung des obligatorischen Fahrzeugkatalysators für Pkw und der Rauchgasentschwefelung für alle Kohlekraftwerke. Wenige Wochen nach dem Beginn der Nuklearkatastrophe von Tschernobyl (ab dem 26. April 1986) berief Kohl im Juni 1986 erstmals einen Bundesumweltminister in sein Kabinett. In der Amtszeit Kohls wurden erstmals keine neuen Kernkraftwerke in Deutschland geplant, in Planung befindliche jedoch fertiggestellt und in Betrieb genommen.
Im Zuge der Flick-Affäre um verdeckte Parteispenden des Flick-Konzerns wurde bekannt, dass Kohl zwischen 1974 und 1980 für die CDU 565.000 DM erhalten hatte. Im Untersuchungsausschuss des Bundestags und des Landtags Rheinland-Pfalz sagte er die Unwahrheit in Bezug auf seine Kenntnis des Zwecks einer Staatsbürgerlichen Vereinigung als Spendenbeschaffungsanlage und entging nach einer Anzeige von Otto Schily nur knapp einem Strafverfahren wegen uneidlicher Falschaussage. CDU-Generalsekretär Heiner Geißler verteidigte ihn in einer Fernsehsendung mit dem berühmt gewordenen Kommentar, Kohl habe wohl einen „Blackout“ gehabt; seit dieser Zeit galt das Verhältnis beider Politiker zueinander als getrübt.
Nachdem sich im Herbst 1988 die Auseinandersetzungen mit Heiner Geißler über den künftigen Kurs der CDU zugespitzt hatten, warnte Kohl seinen langjährigen Generalsekretär schriftlich, er werde ihn nicht wieder für dieses Amt vorschlagen, falls sich ihre Beziehungen in den nächsten Monaten „nicht von Grund auf“  veränderten. Nach starken Stimmenverlusten für die CDU bei der Wahl zum Abgeordnetenhaus von Berlin am 29. Januar 1989 und bei den Kommunalwahlen in Hessen im ersten Quartal 1989 verabredeten Heiner Geißler, Lothar Späth und Rita Süssmuth die Ablösung Kohls auf dem CDU-Parteitag in Bremen im September, weil dieser die Bundestagswahl 1990 nicht gewinnen könne. Der „Putsch“ des Jahres 1989 sei die gefährlichste Phase der Kohlschen Kanzlerzeit gewesen, urteilten Klaus Dreher und andere zeitgenössische Journalisten.
Die Eigenwilligkeit des Generalsekretärs und eine zunehmende Missstimmung im Präsidium veranlassten Kohl im April, sein Kabinett umzubilden. Er ernannte Theo Waigel zum Finanzminister und sicherte sich so den Rückhalt der CSU. Gerhard Stoltenberg, der dieses Ressort bislang besetzt hatte, wechselte ins Verteidigungsministerium. Das Angebot Kohls, Geißler als Bundesminister des Innern ins Kabinett zu holen, wurde von diesem zurückgewiesen. Stattdessen übernahm Wolfgang Schäuble dieses Amt, der damit einer der wichtigsten Kohl-Vertrauten aus Baden-Württemberg wurde. Der Konflikt mit Geißler und Späth war durch die Kabinettsumbildung aber noch nicht gelöst, sondern nur bis zur Europawahl am 18. Juni 1989 vertagt. Kohl war sich dieser Gefahr durchaus bewusst, als er später einräumte, sein Sturz wäre unausweichlich gewesen, wenn die CDU bei der Europawahl im Juni 1989 ihre Position als stärkste Kraft verloren hätte. Tatsächlich waren die Verluste bei der Wahl im Juni für die CDU geringer als erwartet und sie landete noch knapp vor der SPD.
Nach der Rückkehr aus dem Sommerurlaub teilte Kohl am 22. August Geißler mit, dass er dem Parteitag statt ihm Volker Rühe  als Generalsekretär vorschlagen werde. Eine Woche später kamen Späth, Geißler, Blüm und Albrecht überein, auf eine Gegenkandidatur auf dem Parteitag zu verzichten.
Kohl und Genscher hatten zudem noch am 25. August bei einem Geheimtreffen mit dem ungarischen Ministerpräsidenten Miklós Németh und dessen Außenminister Gyula Horn verabredet, die Grenzbefestigungen zu Österreich abzubauen, um dadurch den zum Sommerurlaub in Ungarn befindlichen DDR-Bürgern die Ausreise in den Westen zu ermöglichen. Als Gegenleistung gewährte die Bundesregierung Ungarn einen Kredit über eine Milliarde DM. Kohl konnte Németh zur Vorverlegung der Grenzöffnung bewegen, wodurch er dem Parteitag diese Nachricht als seinen Erfolg präsentieren konnte. Ohne Gegenkandidaten wurde Kohl, wenn auch mit dem schlechtesten Wahlergebnis aller bisherigen Parteitage, zum Bundesvorsitzenden der CDU wiedergewählt.

###### Außen- und Verteidigungspolitik

Gedenkplatte vor dem Beinhaus von Douaumont in Erinnerung an den Handschlag von Verdun zwischen François Mitterrand und Helmut Kohl im Jahr 1984

Der noch unter der Regierung Schmidt gefasste NATO-Doppelbeschluss, der die Aufstellung neuer Atomwaffen in Westeuropa als Druckmittel vorsah, um die Sowjetunion zu Verhandlungen zur Begrenzung der atomaren Rüstung zu bewegen, stieß auf scharfen Widerstand in der Bevölkerung, insbesondere der Friedensbewegung. Obwohl verfassungsrechtlich nicht notwendig, erwirkte Kohl dazu eine Bundestagsentscheidung, mit der der Beschluss am 22. November 1983 gegen den größten Teil der Opposition aus SPD und Grünen durchgesetzt wurde.
In der Kießling-Affäre 1983, in der Ermittlungspannen und strukturelle Probleme des Militärischen Abschirmdiensts der Bundeswehr deutlich wurden, stützte Kohl den in die Kritik geratenen Bundesverteidigungsminister Manfred Wörner.
Eine Reise nach Israel im Jahre 1984 fand wegen deutscher Waffenexporte nach Saudi-Arabien in einer belasteten Atmosphäre statt. Bei seiner Rede vor der Knesset, dem Parlament, benutzte Kohl das umstrittene Schlagwort von der „Gnade der späten Geburt“.
Am 22. September 1984 trafen sich Kohl und der französische Staatspräsident François Mitterrand am Ort der Schlacht um Verdun von 1916, um gemeinsam der Toten der beiden Weltkriege zu gedenken. Der minutenlange Handschlag von Verdun beider Politiker wurde ein Symbol der deutsch-französischen Aussöhnung.
Am 5. Mai 1985 legte Kohl gemeinsam mit US-Präsident Ronald Reagan in Bitburg einen Kranz auf dem dortigen Soldatenfriedhof nieder. Dies wurde in Teilen der deutschen und amerikanischen Öffentlichkeit heftig diskutiert, weil dort auch Angehörige der Waffen-SS beerdigt sind. Günter Grass beispielsweise warf Kohl „Geschichtsklitterung“ vor. Gleichzeitig gab es in Bevölkerung und Medien auch Zustimmung zum Besuch. Die FAZ sah in ihrem Leitartikel vom 2. Mai 1985 einen Zusammenhang zwischen der Wiederwahl Reagans, die die Kritiker des Besuchs abgelehnt hatten, und den negativen Stimmen zur Kranzniederlegung.

##### Kanzler der Einheit

###### Überblick

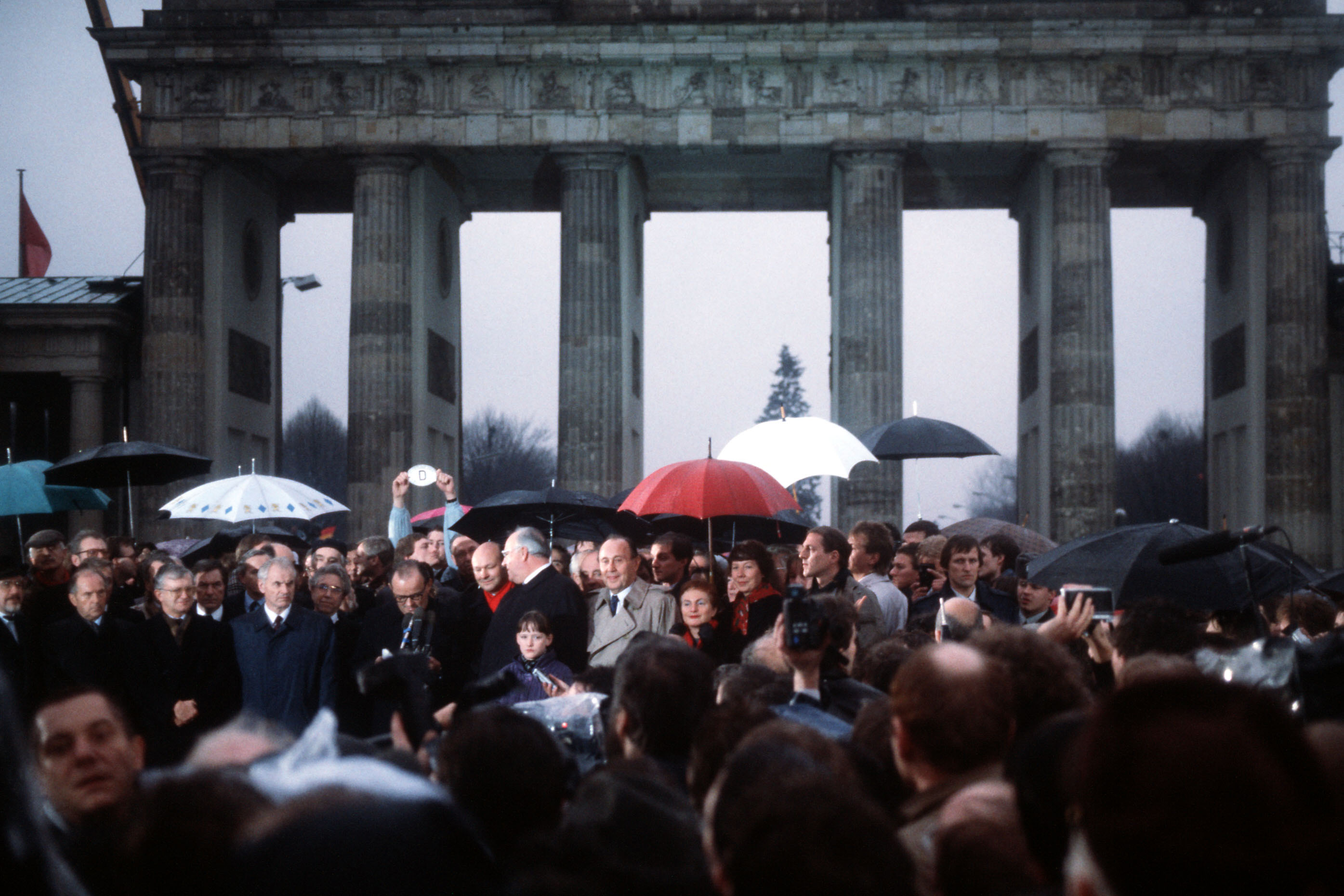
Modrow, Krack, Momper, Kohl und Genscher bei der Öffnung des Brandenburger Tores am 22. Dezember 1989

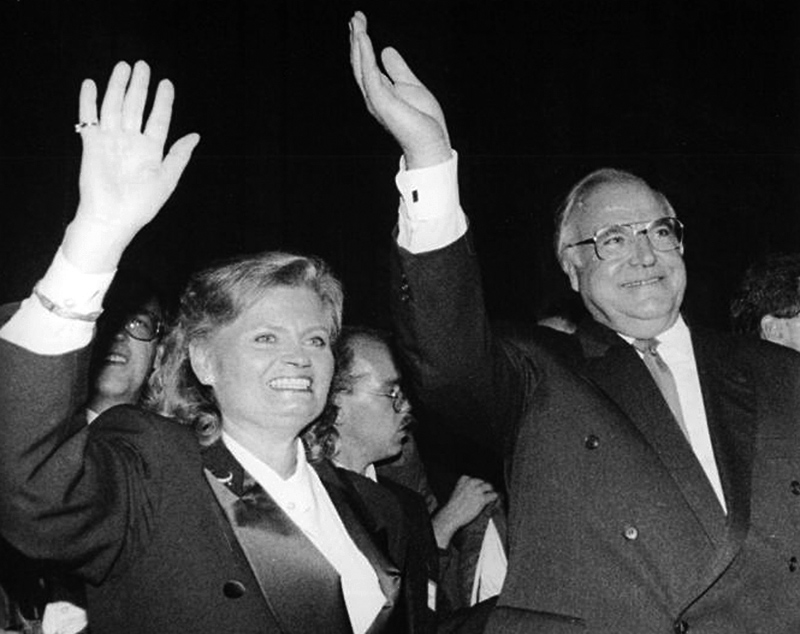
Hannelore und Helmut Kohl am 3. Oktober 1990 vor dem Reichstag

Als sich der Zusammenbruch der DDR abzeichnete und die Berliner Mauer am 9. November 1989 gefallen war, legte Kohl ohne vorherige Absprache mit dem Koalitionspartner dem Kabinett und den westlichen Bündnispartnern am 28. November 1989 im Bundestag das überraschende Zehn-Punkte-Programm zur Überwindung der Teilung Deutschlands und Europas vor. Er lehnte das Zwei-Staaten-Konzept von Lafontaine ab, nach dem die Bundesrepublik Beiträge zur Stabilisierung der DDR-Wirtschaft erbringen sollte. Auf dem EG-Gipfel am 9. Dezember 1989 in Straßburg stand Kohl noch starken Vorbehalten gegen die sich anbahnende Wiedervereinigung gegenüber. Diese Vorbehalte konnte er abbauen, indem er mit dem französischen Staatspräsident François Mitterrand verabredete, die Europäische Gemeinschaft zu einer politischen Union auszubauen, wie sie zwei Jahre nach der Wiedervereinigung mit dem Vertrag von Maastricht Wirklichkeit wurde.
Am 18. Mai 1990 wurde der Staatsvertrag über die Währungs-, Wirtschafts- und Sozialunion mit der DDR unterzeichnet, der am 1. Juli in Kraft trat. In der Frage des Umtauschkurses der wegfallenden Mark der DDR in die Deutsche Mark setzte Kohl aus politischen Erwägungen den – finanzwirtschaftlich unrealistischen – Kurs von 1:1 bei Löhnen, Gehältern, Mieten und Renten durch. Dies erwies sich später als starke Belastung für die Betriebe der neuen Bundesländer. In diesem Zusammenhang prägte Kohl die Metapher der „blühenden Landschaften“ für den erwarteten wirtschaftlichen Aufschwung Ostdeutschlands. Niemand werde „wegen der Wiedervereinigung auf etwas verzichten müssen“. Diese Prognose erwies sich laut dem Historiker Manfred Görtemaker mit dem Zusammenbruch der DDR-Wirtschaft nach der Wiedervereinigung und der daraus resultierenden Massenarbeitslosigkeit in den neuen Ländern als „Illusion“. In den 1990er Jahren wurde Kohl für diese Äußerung oft verspottet, oder es wurde ihm unterstellt, er habe die Ostdeutschen absichtlich getäuscht. Mehr als zwanzig Jahre später wird Kohl von Thomas Straubhaar hingegen bescheinigt, dass „er mit seiner optimistischen Prognose gar nicht so weit danebenlag.“
Mit Außenminister Genscher und DDR-Ministerpräsident Lothar de Maizière erreichte Kohl in den sogenannten Zwei-plus-Vier-Gesprächen die Zustimmung der Vier Mächte zur Wiedervereinigung Deutschlands und die Einbindung des wiedervereinigten Deutschlands in die NATO. Letzteres war für die sowjetische Seite schwierig. Hier half Kohl, indem er zwei Milliardenkredite für die Sowjetunion organisierte. Am 12. September 1990 wurde in Moskau der Zwei-plus-Vier-Vertrag unterzeichnet. Die Historikerin Kristina Spohr bezeichnete Kohl als den Hauptarchitekten der sowjetisch-deutschen Entspannung und gleichzeitig als deren Hauptnutznießer.
Obwohl klar war, dass mit der Wiedervereinigung auch die Frage der deutschen Ost-Grenze abschließend geregelt werden musste, weigerte sich Kohl mit Rücksicht auf die Vertriebenen, die mehrheitlich die Unionsparteien wählten, lange, völkerrechtlich verbindlich auf die Ostgebiete jenseits der Oder-Neiße-Linie zu verzichten. Erst im November 1990 schloss Kohl für das vereinigte Deutschland mit Polen den Deutsch-polnischen Grenzvertrag ab, der die Gültigkeit der gemeinsamen Grenze bilateral festschrieb. 1991 folgte der Deutsch-polnische Nachbarschaftsvertrag.
Bei der Entscheidung über den sogenannten Hauptstadtbeschluss am 20. Juni 1991 stimmte Kohl für den Umzug der Bundesregierung von Bonn nach Berlin. Er veranlasste den Bau des neuen Bundeskanzleramts, den erst sein Nachfolger Gerhard Schröder beziehen konnte. Kohl regte den Ausbau der Berliner U-Bahn-Linie 5 vom Alexanderplatz im ehemaligen Ostberlin bis zum Bundeskanzleramt im West-Berliner Bezirk Tiergarten an. Der erste Spatenstich fand 1995 statt. Der Abschnitt der Linie, der von 2009 bis Ende 2020 als U55 im Inselbetrieb verkehrte, trug den Beinamen „Kanzler-U-Bahn“.

Bereits in seiner ersten Regierungserklärung regte Kohl 1982 den Aufbau einer Sammlung zur Geschichte der Bundesrepublik Deutschland in Bonn an. Im Jahre 1990 wurde zu diesem Zweck die Stiftung Haus der Geschichte der Bundesrepublik Deutschland gegründet, die 1994 das Haus der Geschichte in Bonn eröffnete und Träger weiterer Gedenkstätten ist.

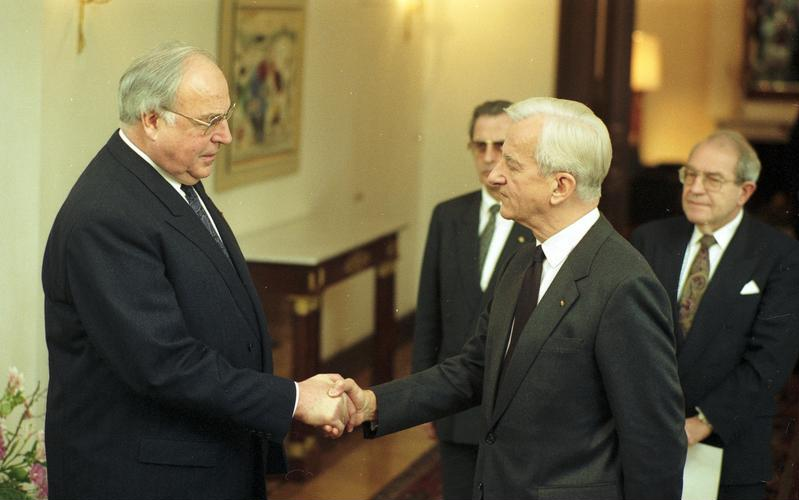
Ernennung Kohls zum ersten gesamtdeutschen Bundeskanzler durch Bundespräsident Richard von Weizsäcker (1991)

Bei der ersten gesamtdeutschen Bundestagswahl 1990 am 2. Dezember erzielte die Regierungskoalition eine klare Mehrheit, wobei die CDU/CSU in Westdeutschland das gleiche Ergebnis wie 1987 erreichte. Spitzenkandidat der SPD war der saarländische Ministerpräsident Oskar Lafontaine. Am 17. Januar 1991 wählte der Deutsche Bundestag Kohl zum vierten Mal zum Bundeskanzler (Kabinett Kohl IV). Bei der am 16. Oktober knapp gewonnenen Bundestagswahl 1994, die für die CDU/CSU Verluste brachte (−2,4 %), setzte Kohl sich gegen den rheinland-pfälzischen Ministerpräsidenten und SPD-Parteivorsitzenden Rudolf Scharping durch und konnte danach sein fünftes Bundeskabinett bilden.
Bei der Bundestagswahl 1998 am 27. September trat die SPD mit dem niedersächsischen Ministerpräsidenten Gerhard Schröder als Kanzlerkandidaten an. Die CDU/CSU verlor 6,3 Prozentpunkte gegenüber 1994, es war die Wahl mit dem schlechtesten Ergebnis nach 1949. Nach der Wahl von Schröder am 27. Oktober 1998 zum Bundeskanzler endete Kohls Amtszeit.

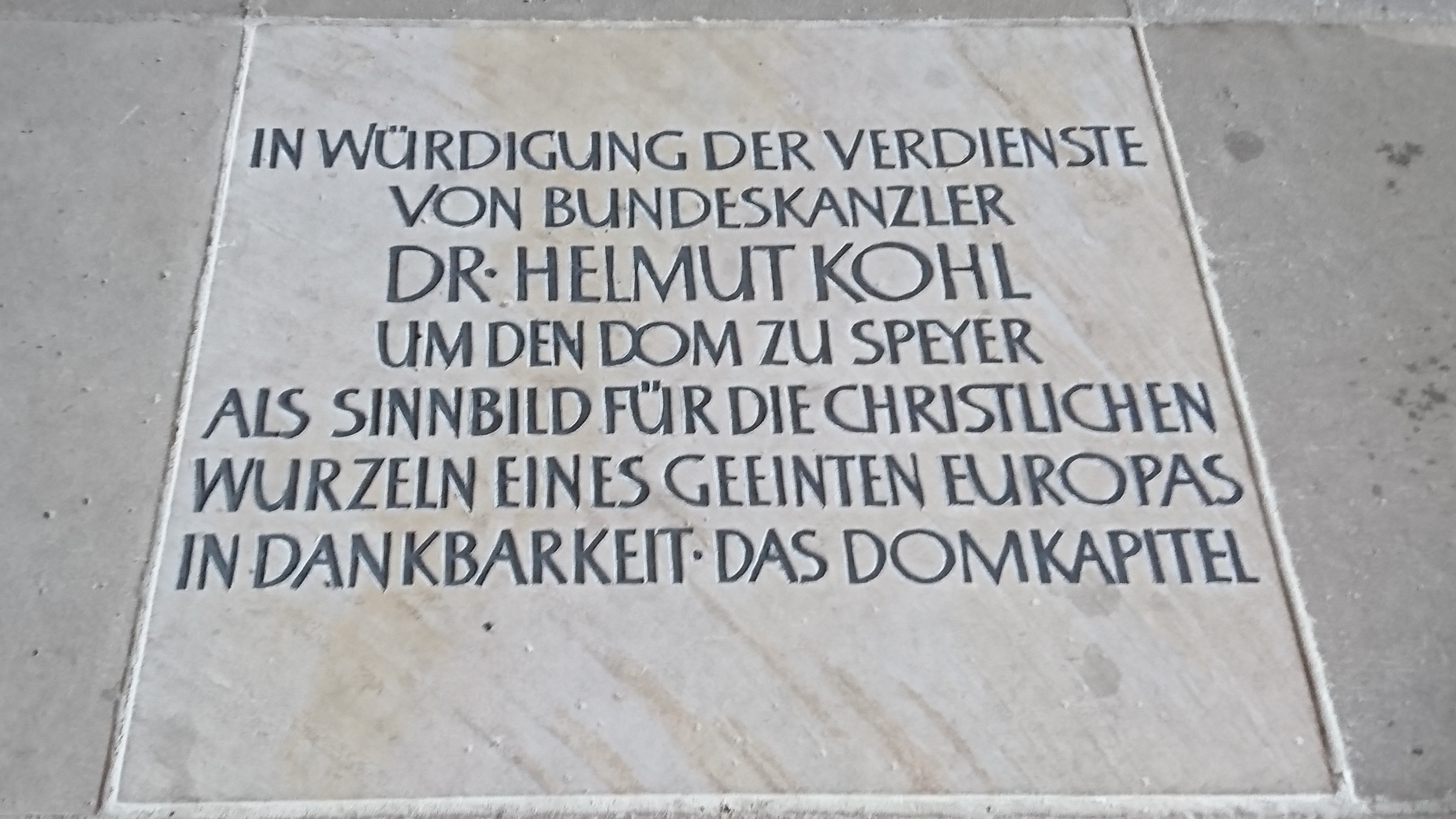
Memorialplatte vor dem Speyerer Dom

Am 17. Oktober 1998 wurde Kohl als erster deutscher Regierungschef anlässlich seines Dienstendes mit einem Großen Zapfenstreich vor dem Speyerer Dom geehrt. Bei der Bundestagswahl 2002 bewarb sich Kohl nicht mehr um ein Bundestagsmandat.

###### Innenpolitik
Innerparteilich wurde die Position Helmut Kohls durch die Wiedervereinigung gestärkt, obwohl sich die Integration der ehemaligen Ost-CDU anfangs als schwierig erwies. Nachdem auf dem Vereinigungsparteitag Anfang Oktober 1990 der bisherige Vorsitzende der CDU der DDR, Lothar de Maizière, zu Kohls alleinigem Stellvertreter gewählt worden war, trat er bereits im Folgejahr nach Vorwürfen über eine angebliche Tätigkeit für den Staatssicherheitsdienst der DDR zurück; auf dem Parteitag in Dresden 1991 wurde die politisch unbelastete Angela Merkel als seine Nachfolgerin gewählt.
Als Folge der Transformation der ostdeutschen Planwirtschaft in die Marktwirtschaft, die mit der Schließung einer großen Zahl von nicht sanierungsfähigen Betrieben verbunden war, stieg die Arbeitslosigkeit im Beitrittsgebiet stark an von 1,0 Millionen (Arbeitslosenquote 10,2 %) im Jahr 1991 auf 1,5 Millionen (19,2 %) im Jahr 1998. Von Teilen der öffentlichen Meinung wurde Kohl direkt für den wirtschaftlichen Niedergang verantwortlich gemacht (Eierwurf von Halle). Obwohl Kohl im Jahr 1990 die Auffassung vertrat, zur Finanzierung der deutschen Einheit werde keine Steuererhöhung nötig, wurde 1991 eine als Solidaritätszuschlag bezeichnete Ergänzungsabgabe auf die Einkommen-, Kapitalertrag- und Körperschaftssteuer eingeführt, die vorwiegend der Infrastrukturentwicklung in den neuen Bundesländern („Aufbau Ost“) dient.
1992 beschloss der Bundestag gegen den Willen Kohls eine Fristenregelung für den Schwangerschaftsabbruch; infolge einer von Kohl unterstützten Klage stufte das Bundesverfassungsgericht den Schwangerschaftsabbruch als Unrecht ein, ließ aber dessen Straffreiheit zu.
1995 wurde die gesetzliche Pflegeversicherung in Deutschland eingeführt. Mit der Kopplung der Rentenentwicklung an die Netto- statt wie vorher an die Bruttolohnentwicklung begann die finanzielle Konsolidierung der gesetzlichen Rentenversicherung.
Um die Kostenprobleme der gesetzlichen Krankenversicherung zu bewältigen, setzte die Regierung Kohl 1993 unter Federführung des Bundesgesundheitsministers Horst Seehofer das Gesundheitsstrukturgesetz durch mit erheblichen Einschnitten im Leistungsspektrum. Nach einem folgenreichen Skandal über den Einsatz HIV-verseuchter Blutpräparate löste die Regierung 1994 das damalige Bundesgesundheitsamt auf. Langjährige Manipulationen in der Arbeitsvermittlung und schwere Strukturmängel bei der damaligen Bundesanstalt für Arbeit, die erst 2002 vom Bundesrechnungshof aufgedeckt wurden, führten zur Auflösung und Umgestaltung der Behörde und gaben den Anstoß zum späteren Hartz-Konzept.
Marksteine der Infrastrukturpolitik betrafen die bis dahin behördenähnlich geführten Staatsunternehmen Post und Bahn. Die Deutsche Bahn wurde 1993 unternehmensrechtlich privatisiert und durch die Postreform 1994 wurden die drei bis dahin zusammengehörenden Bereiche als Deutsche Post AG, Deutsche Telekom AG und Deutsche Postbank AG verselbständigt.
Innenpolitisch wurden die letzten Jahre der Regierung Kohl vielfach als Periode der Stagnation angesehen, die nicht nur eine Folge des SPD-dominierten Bundesrats und der damit eingeschränkten Handlungsfähigkeit der Bundesregierung war. Das Schlagwort „Reformstau“ (Wort des Jahres 1997) und die sogenannte „Ruck-Rede“ von Bundespräsident Roman Herzog aus demselben Jahre kennzeichneten die Situation, in der der bisherigen Regierung nicht mehr der Willen und die Fähigkeit zu notwendigen Reformen zugetraut wurde.

###### Außenpolitik

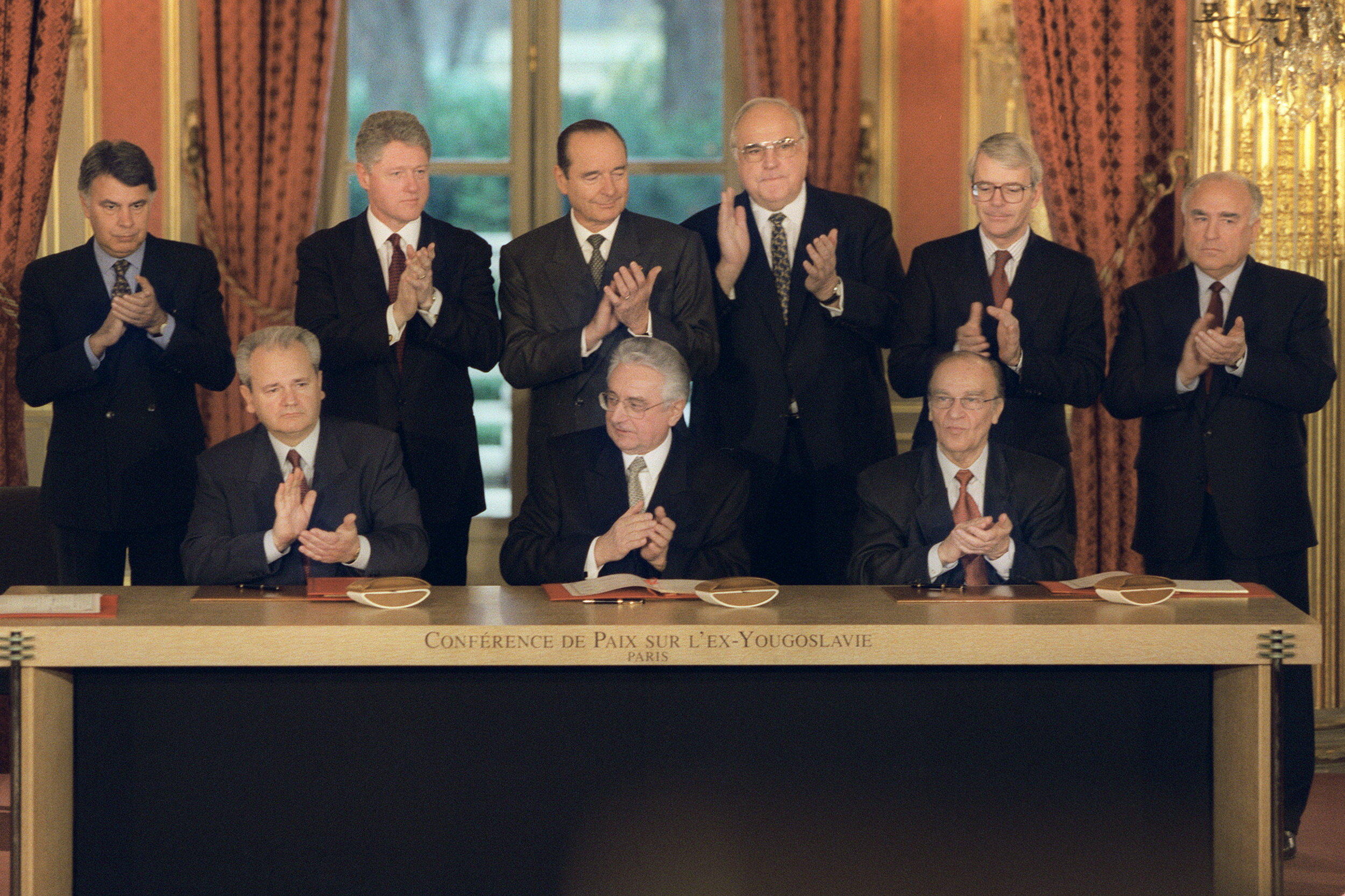
Unterzeichnung des Abkommens von Dayton (1995)

Die Regierung Kohl erkannte als erster Staat der Europäischen Gemeinschaft im Dezember 1991 die staatliche Unabhängigkeit Sloweniens und Kroatiens an. Helmut Kohl war 1995 einer der Mitunterzeichner des Abkommens von Dayton, das den Bosnienkrieg der jugoslawischen Nachfolgestaaten Kroatien, Bosnien und Herzegowina und Serbien beendete.
Im Sinne Kohls verläuft die erste Phase der NATO-Osterweiterung mit Beitrittsverhandlungen für Polen, Tschechien und Ungarn ab Dezember 1997. Andererseits gelingt es Kohl im selben Jahre, Beitrittsverhandlungen der Türkei mit der Europäischen Union vorerst zu verhindern.

###### Europapolitik

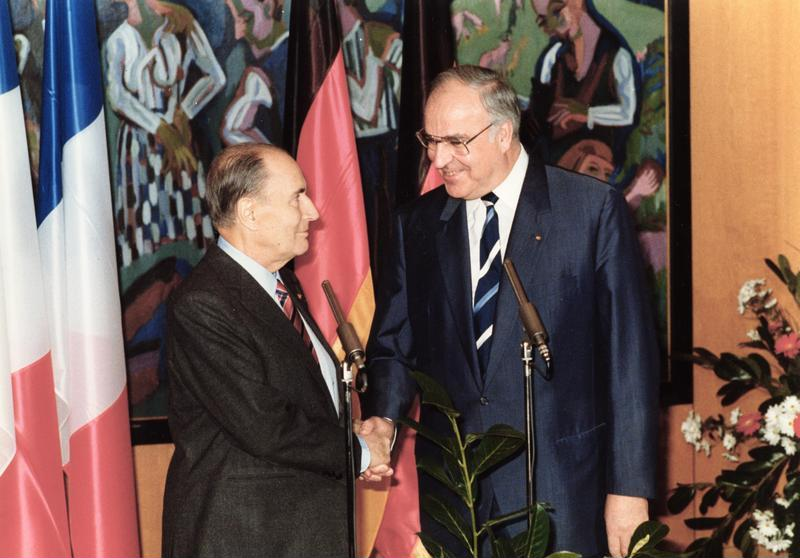
Mitterrand und Kohl (1987)

Die Bundesrepublik Deutschland vereinbarte als eines der fünf ersten Staaten das Schengener Übereinkommen von 1985 über den Abbau der Grenzkontrollen in der EU, in vollem Umfang trat das Schengener Abkommen am 26. März 1995 in Kraft.
Während Kohl 1985 den Sozialisten Jacques Delors, von Mitterrand vorgeschlagen, als Kandidat für das Amt des Präsidenten der EG-Kommission akzeptierte und dafür sogar auf die eigentlich fällige Besetzung durch einen deutschen Kandidaten verzichtete, verhinderte er mit seinem Veto 1995 die EU-Präsidentschaft des Christdemokraten Ruud Lubbers, der 1990 die Herstellung der deutschen Einheit verzögern wollte.
Vom Beginn seiner Kanzlerschaft an verfolgte Kohl das Ziel der weiteren europäischen Integration, zum Beispiel durch Stärkung der Kompetenzen des Europäischen Parlaments. Die unterschiedliche Interessenlage der EG-Länder in Bezug auf die europäische Einigung zeigte sich darin, dass Kohl vorrangig die europäischen Institutionen, insbesondere das Europäische Parlament, stärken wollte, während Mitterrand auf eine Währungsunion hinarbeitete; Thatcher hingegen stand beiden Projekten ablehnend gegenüber. Ab 1988 näherte sich Kohl allmählich Mitterrands Position an; im Gegenzug zu seinem Einverständnis zur Wirtschafts- und Währungsunion erlangte Kohl 1990 von Mitterrand die Zustimmung zur weiteren politischen Integration Europas. Einen oft behaupteten Deal beider Politiker zwischen der Währungsunion und der Herstellung der deutschen Einheit bezeichnet Schwarz als „Mythos“.
Einer anderen Lesart zufolge standen Mitterrands Zustimmung zur deutschen Einheit und die Festlegung auf die Wirtschafts- und Währungsunion durchaus in einem engen Zusammenhang. Demnach war der Weg zum Euro zwar schon Anfang 1989 vorgezeichnet, es war aber aufgrund massiver Widerstände der Bundesbank wie auch großer Vorbehalte in der deutschen Bevölkerung völlig ungewiss, ob die Pläne auch tatsächlich umgesetzt werden würden. Zudem hatte Kohl zu dieser Zeit nur geringe Autorität und konnte auf dem Bremer CDU-Parteitag im September 1989 nur knapp einen parteiinternen Putsch abwenden. Der Fall der Mauer veränderte diese Situation Christoph Driessen zufolge in zwei wesentlichen Punkten: Kohls Ansehen als Manager der deutschen Einheit vergrößerte sich plötzlich stark, so dass er größeren Handlungsspielraum gewann, und gleichzeitig verlangte Mitterrand von ihm ein festes Datum für den Beginn der Verhandlungen über die Einführung einer europäischen Währung. „Diesen Punkt erklärte Mitterrand zum Prüfstein für die europäische Gesinnung der Deutschen.“ Kohl traf die Entscheidung für den Euro nach eigenen Worten „gegen deutsche Interessen“. Er rang sich aber dazu durch, weil es gegenüber dem wiedervereinigten Deutschland „kein Misstrauen in Europa geben“ sollte. Kohl selbst wollte im Gegenzug auch eine Politische Union durchsetzen – sein Traum seit frühester Jugend an – doch ging Mitterrand hier nicht mit, weil er die Souveränität Frankreichs nicht schmälern wollte: Beim Gipfel von Maastricht wurde 1991 bis auf einige zusätzliche Kompetenzen für das Europäische Parlament nichts Konkretes auf dem Gebiet einer Politischen Union beschlossen. Dies führte zu dem bis heute bestehenden Ungleichgewicht zwischen einer starken europäischen Integration auf währungspolitischem Gebiet und einer nur in Ansätzen vorhandenen gemeinsamen Außen- und Sicherheitspolitik.
Wie im Delors-Bericht vom April 1989 vorgeschlagen, erfolgte die Einführung Europäische Wirtschafts- und Währungsunion in drei Schritten:
- Am 1. Juli 1990 wurde die Herstellung des freien Kapitalverkehrs zwischen den EG-Staaten eingeleitet.
- Nachdem im Vertrag von Maastricht 1992 die rechtlichen Grundlagen gelegt worden waren, begann am 1. Januar 1994 die zweite Stufe mit der Gründung des Europäischen Währungsinstituts (EWI, die Vorgängerinstitution der EZB) und der Überprüfung der Haushaltslage der Mitgliedstaaten.
- Die letzte Stufe wurde am 1. Januar 1999 mit der Gründung der Europäischen Zentralbank (EZB), die ihren Sitz in Frankfurt am Main erhielt, und der endgültigen Festlegung der Euro-Wechselkurse der nationalen Währungen erreicht. Seitdem waren die Währungsparitäten der teilnehmenden Länder unverrückbar festgelegt.

Obwohl von Finanzminister Waigel dringend gefordert, gelingt es Kohl auf dem EU-Gipfel von Dublin im Dezember 1996 nicht, gegenüber Chirac einen Stabilitätspakt für den Euro durchzusetzen, der bei Verstößen einzelner Staaten gegen die Haushaltsdisziplin automatische Sanktionen ermöglicht; die Konferenz der Finanzminister sollte jedoch in solchen Fällen mit Mehrheitsbeschluss Sanktionen verhängen können.
Kohl bestand auf der termingerechten Einführung des Euro um jeden Preis. Am 2. Mai 1998 beschlossen die Staats- und Regierungschefs der Europäischen Gemeinschaft in Brüssel die Einführung des Euro für zunächst elf Staaten, obwohl ein Gutachten der Bundesbank belegt hatte, dass mindestens drei Staaten die festgelegten Kriterien verfehlten. Obgleich weder in der Koalition noch in der Opposition Einigkeit darüber bestand, dass die Bedingungen für Einführung des Euro zum 1. Januar 1999 erfüllt waren, stimmte der Deutsche Bundestag am 2. April 1998 mit 575 zu 35 Stimmen der Einführung zu; im Bundesrat verweigerte nur das Bundesland Sachsen seine Zustimmung. Kohl war sich bewusst, dass er gegen den Willen einer breiten Bevölkerungsmehrheit handelte. In einem Interview vom März 2002, das erst 2013 bekannt wurde, sagte Kohl: „In einem Fall war ich wie ein Diktator, siehe Euro.“ Ihm sei klar gewesen, dass das Durchsetzen des Euro Wählerstimmen kosten werde.

###### Außenpolitische Kontakte

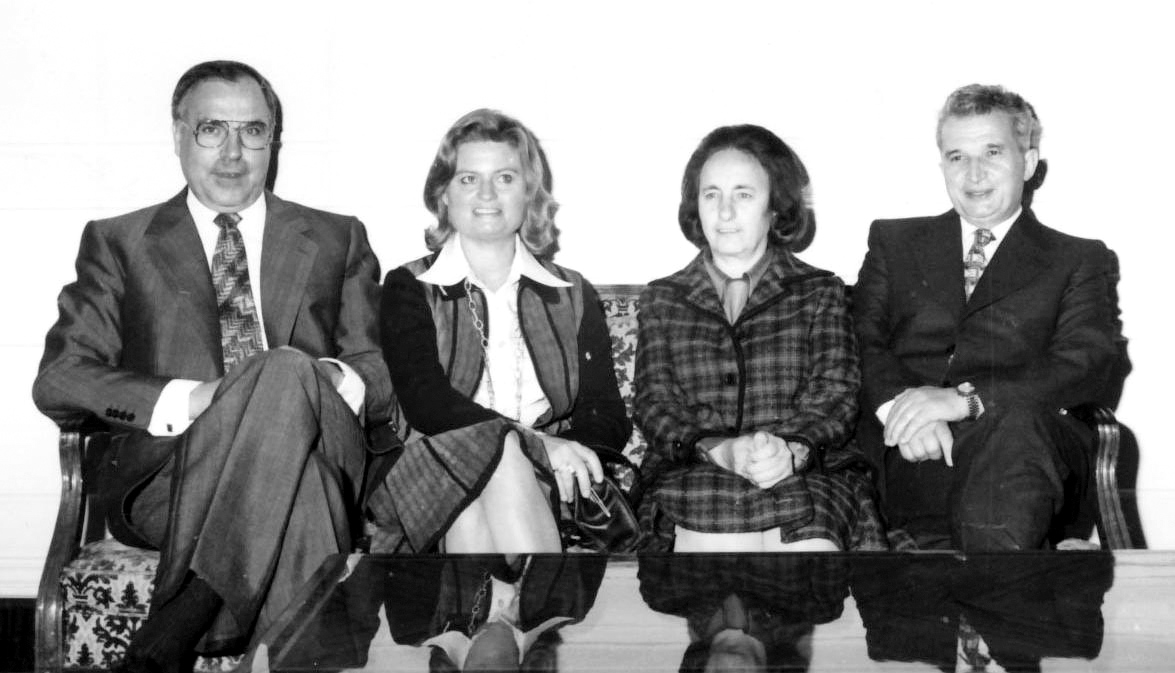
Ehepaare Kohl und Ceaușescu (1976)

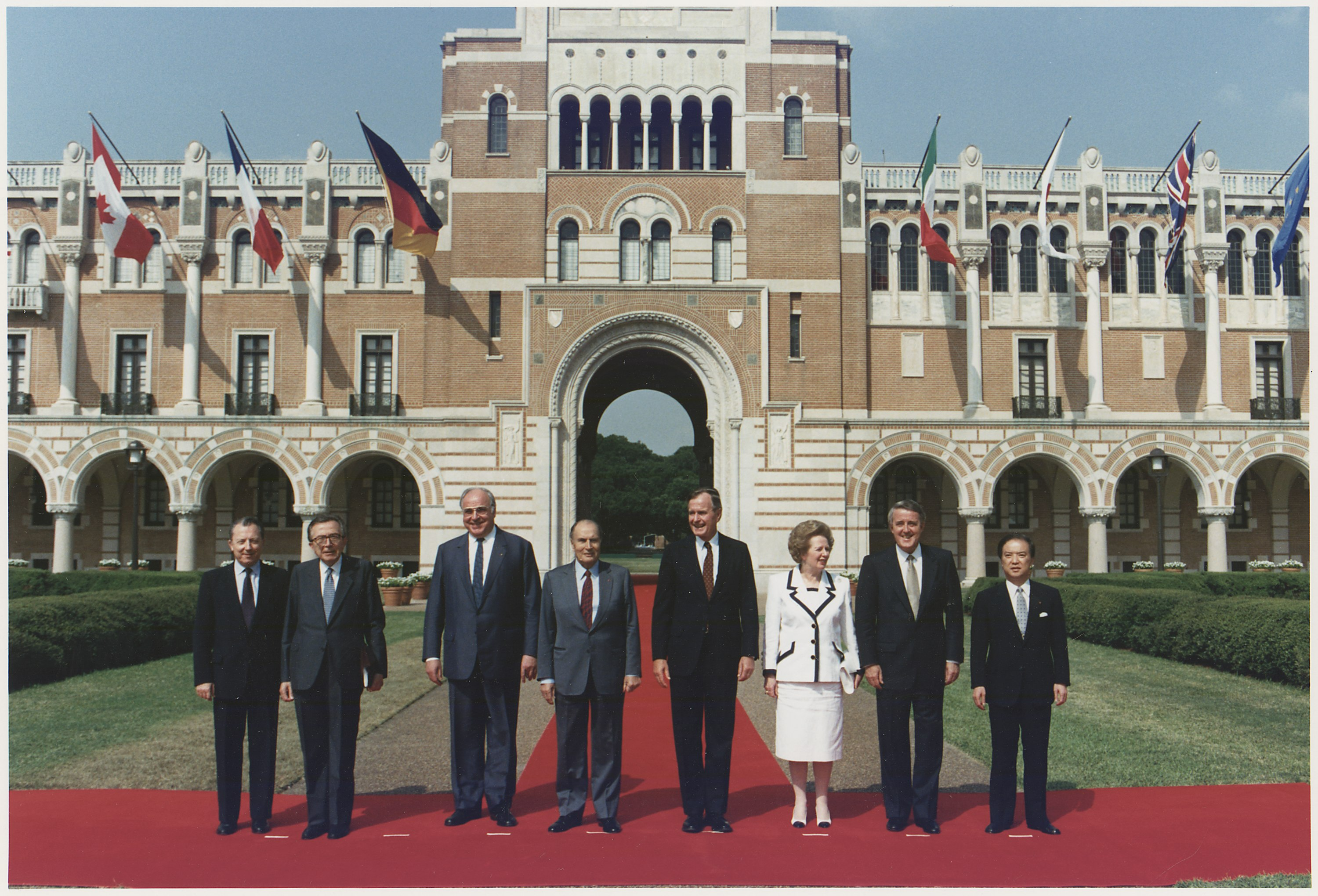
Weltwirtschaftsgipfel in Houston (1990), von links nach rechts: Delors, Andreotti, Kohl, Mitterrand, Bush, Thatcher, Mulroney und Kaifu

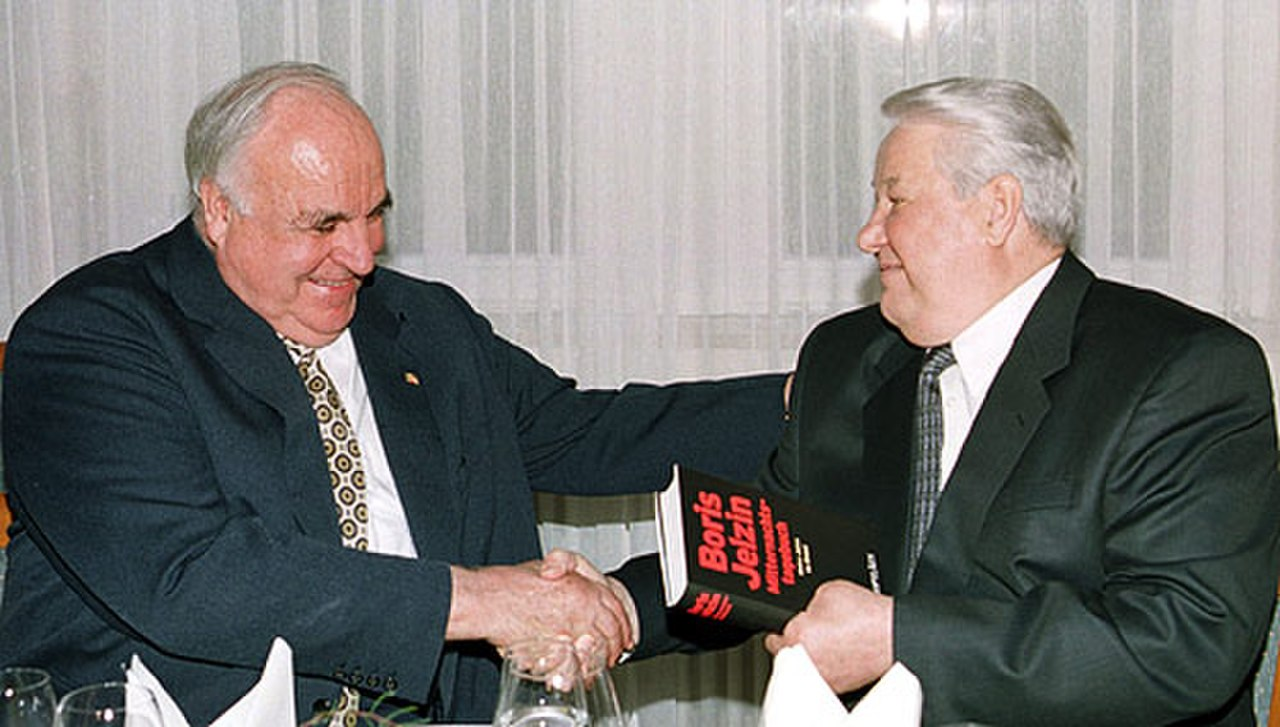
Kohl und Boris Jelzin auf der Frankfurter Buchmesse 2000

Schon als Oppositionspolitiker besuchte Kohl führende Politiker vieler europäischer und außereuropäischer Länder. Seine Beziehungen zu ausländischen Politikern entwickelten sich dabei unabhängig von deren politischen Lagern. Zu den amerikanischen Präsidenten Ronald Reagan, George H. W. Bush und Bill Clinton konnte Kohl ein durchgehend vertrauensvolles Verhältnis herstellen. Bushs konstruktive Unterstützung war eine entscheidende Hilfe bei der Herstellung der deutschen Einheit.
Während seiner gesamten Kanzlerschaft pflegte Kohl ein besonders enges Vertrauensverhältnis mit François Mitterrand, der Ausbau der europäischen Integration war für beide ein zentrales Thema ihrer Politik. Sie brachten gemeinsame Projekte wie die Deutsch-Französische Brigade, das Eurokorps und den Fernsehsender Arte auf den Weg. Fortschritte der europäischen Einigung wie der Vertrag von Maastricht  (1992) und die Einführung des Euro (1999) waren wesentliche Ergebnisse der engen deutsch-französischen Zusammenarbeit. Nach der konstruktiven Zusammenarbeit mit dem Sozialisten Mitterrand gestaltete sich das Verhältnis zu seinem konservativen Nachfolger Jacques Chirac problematischer.
Die nationalstaatlich denkende Konservative Margaret Thatcher wehrte sich massiv gegen Kohls Bestrebungen zur wirtschaftlichen und politischen Einigung Europas sowie gegen die deutsche Einheit. Erst unter ihrem Labour-Nachfolger Tony Blair verbesserte sich das Verhältnis zu Kohl, der in ihm schon seinen „natürlichen Nachfolger in der Führung Europas“ vermutete.
Ein enges Verhältnis hatte Kohl auch zu dem spanischen Sozialisten Felipe González, dem er 1986 den Weg in die EG ebnete, während González Kohls Kurs in der Wiedervereinigung unterstützte. Zu den Parlamentswahlen in Italien 2006 unterstützte Kohl seinen Freund, den ehemaligen EU-Kommissionspräsidenten Romano Prodi, als Führer des Mitte-Links-Bündnisses L’Unione gegen die Forza Italia des Ministerpräsidenten Silvio Berlusconi, die in der Europäischen Volkspartei Partner der CDU ist.
Gorbatschow und Kohl begegneten sich zunächst mit großer Skepsis. Kohls Vergleich Gorbatschows mit Goebbels führte zu diplomatischer Verstimmung. Erst Kohls Entschuldigung ermöglichten eine Verbesserung ihres Verhältnisses und im Oktober 1988 besuchte er Moskau. Im Laufe der Verhandlungen zur Wiederherstellung der deutschen Einheit entwickelte sich jedoch ein Vertrauensverhältnis, das erst die Ergebnisse des Zwei-plus-Vier-Vertrages ermöglichte. Begleitet von äußerst großzügigen finanziellen Zusagen erklärte sich Gorbatschow mit einem wiedervereinigten Deutschland als NATO-Mitglied einverstanden. Das gute Verhältnis setzte Kohl mit dem russischen Präsidenten Boris Jelzin fort, der ebenfalls weitgehende wirtschaftliche Unterstützung von Deutschland erhielt. Jelzin akzeptierte die NATO-Beitrittsverhandlungen von Polen, Ungarn und Tschechien.

### Die Zeit nach der Kanzlerschaft
Als Altbundeskanzler hatte Kohl ein Büro im Bundestagsgebäude Unter den Linden 71.

#### Parteispendenaffäre
Ende November 1999 teilte Kohl mit, dass er jahrelang Spenden an die CDU in Gesamthöhe von 2,1 Millionen DM nicht im Rechenschaftsbericht angegeben hatte, wie es im Parteiengesetz vorgeschrieben ist. Er lehnte es öffentlich ab, die Namen der Spender zu nennen, da er ihnen mit seinem Ehrenwort Anonymität zugesichert hätte. Diese Argumentationslinie, die bindenden Bestimmungen eines gültigen Gesetzes, das er persönlich unterschrieben hatte, für seine Person zu ignorieren, stieß auf heftige öffentliche Kritik, auch innerhalb der CDU. Da für einen solchen Fall das Gesetz der Partei eine Strafzahlung in dreifacher Höhe des strittigen Betrags an den Bundestag auferlegt, stellte er aus Eigenmitteln 700.000 DM zur Verfügung und organisierte eine Spendensammelaktion, deren Ergebnis sich auf 6 Millionen DM summierte; die größten Spender waren Leo Kirch mit einer Million DM und Erich Schumann mit 800.000 DM.
Ein vom Bundestag eingesetzter Untersuchungsausschuss befasste sich von Dezember 1999 bis Juni 2002 mit der Spendenaffäre, begleitet von heftigen parteipolitischen Auseinandersetzungen. Am 18. Januar 2000 wurde Kohl vom CDU-Parteivorstand gebeten, wegen seiner Rolle in der Finanzaffäre den Ehrenvorsitz der CDU ruhen zu lassen, woraufhin er auf diesen verzichtete. Ein Ermittlungsverfahren gegen Kohl wurde im Februar 2001 gegen Zahlung einer Geldauflage in Höhe von 300.000 DM wegen geringer Schuld eingestellt.

#### Beraterverträge
Im Jahr 1999 gründete Kohl in Ludwigshafen die Politik- und Strategieberatung P&S, deren größter Kunde der Medienkonzern seines Freundes Leo Kirch wurde. Nach dessen Insolvenz im Jahr 2003 wurden Einzelheiten des Beratervertrags bekannt. Kohl hatte als Gegenleistung für eine „Beratung zu aktuellen sowie strategischen politischen Entwicklungen in Deutschland und Europa“ nach seiner Kanzlerschaft drei Jahre lang jeweils 600.000 DM erhalten; eine Mindestleistung war laut Medienberichten nicht festgeschrieben. Kritiker wie Hans Herbert von Arnim wiesen darauf hin, Kirchs Medien- und Fernsehimperium habe während der Kanzlerschaft Kohls von einer besonders Kirch-freundlichen Medienpolitik profitiert.
Da sich Kohl während seiner Amtszeit mehrmals für Kirchs Aktivitäten im Bereich des Privatfernsehens eingesetzt hatte, führte das Bekanntwerden dieser Vorgänge parteiübergreifend zu erheblichen Irritationen und Verdachtsäußerungen. Kohl sowie den ebenfalls beschuldigten ehemaligen Post- und Fernmeldeministern Christian Schwarz-Schilling und Wolfgang Bötsch konnten aber keine Rechtsverstöße nachgewiesen werden.
Kohl saß von 1999 bis 2000 im internationalen Beirat der Credit Suisse, die ebenfalls in Geschäftsbeziehung zur Kirch-Gruppe stand.

#### Angebliche Daten- und Aktenbeseitigung
Das angebliche Verschwinden von Akten und Computerdateien aus dem Bundeskanzleramt zu politisch sensiblen Themen am Ende der letzten Amtszeit Kohls wurde zum Gegenstand eines parlamentarischen Untersuchungsausschusses unter Burkhard Hirsch (FDP) und von Ermittlungen der Staatsanwaltschaft, die der Chef des Kanzleramts Frank-Walter Steinmeier mit einer Strafanzeige gegen führende Mitarbeiter des Kanzleramts aus der Ära Kohl ausgelöst hatte, die jedoch keinen hinreichenden Tatverdacht ergaben. Für diese behaupteten Vorgänge prägten Kritiker Kohls die ironische Bezeichnung „Bundeslöschtage“.
Später stellte sich heraus, dass die Akten als Kopien in mehreren Ministerien vorhanden waren. Ein Gutachten der Fraunhofer-Gesellschaft aus dem Jahr 2002 kam zu dem Ergebnis, dass sich eine systematische Löschung von Daten im Zusammenhang mit dem Regierungswechsel 1998 nicht belegen lasse.

#### Öffentliches Engagement
1996 gehörte er neben Bärbel Bohley, Jürgen Fuchs und Ignatz Bubis zu den Gründungsmitgliedern und Förderern des Bürgerbüros Berlin, eines Vereins zur Aufarbeitung von Folgeschäden der SED-Diktatur. Seit 2003 war er zudem Gründungsmitglied des Fördervereins der Gedenkstätte Berlin-Hohenschönhausen.
Er war Mitglied der Atlantik-Brücke.
Anlässlich der Feiern zum 20. Jahrestag des Mauerfalls traf sich Kohl am 31. Oktober 2009 im Berliner Friedrichstadt-Palast noch einmal mit seinen damaligen Verhandlungspartnern Michail Gorbatschow und George H. W. Bush. Die drei Staatsmänner erinnerten an die dramatischen Tage von damals.
Am 25. März 2011 warnte Kohl in einem Gastbeitrag der Bildzeitung vor einem zu schnellen Atomausstieg nach der Nuklearkatastrophe von Fukushima. 2014 veröffentlichte er den Essay Aus Sorge um Europa, in dem er die Europapolitik der ihm nachfolgenden Bundesregierungen kritisierte.

### Privatleben

#### Familie

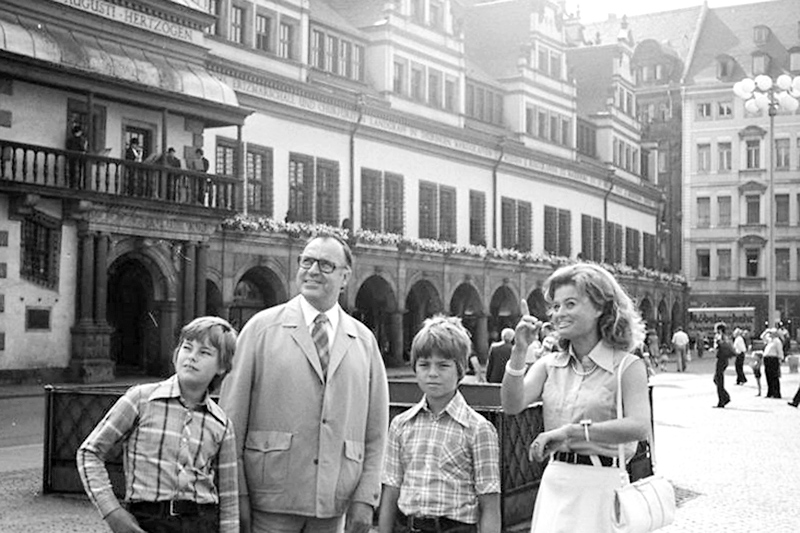
Helmut Kohl mit Familie in Leipzig (1975)

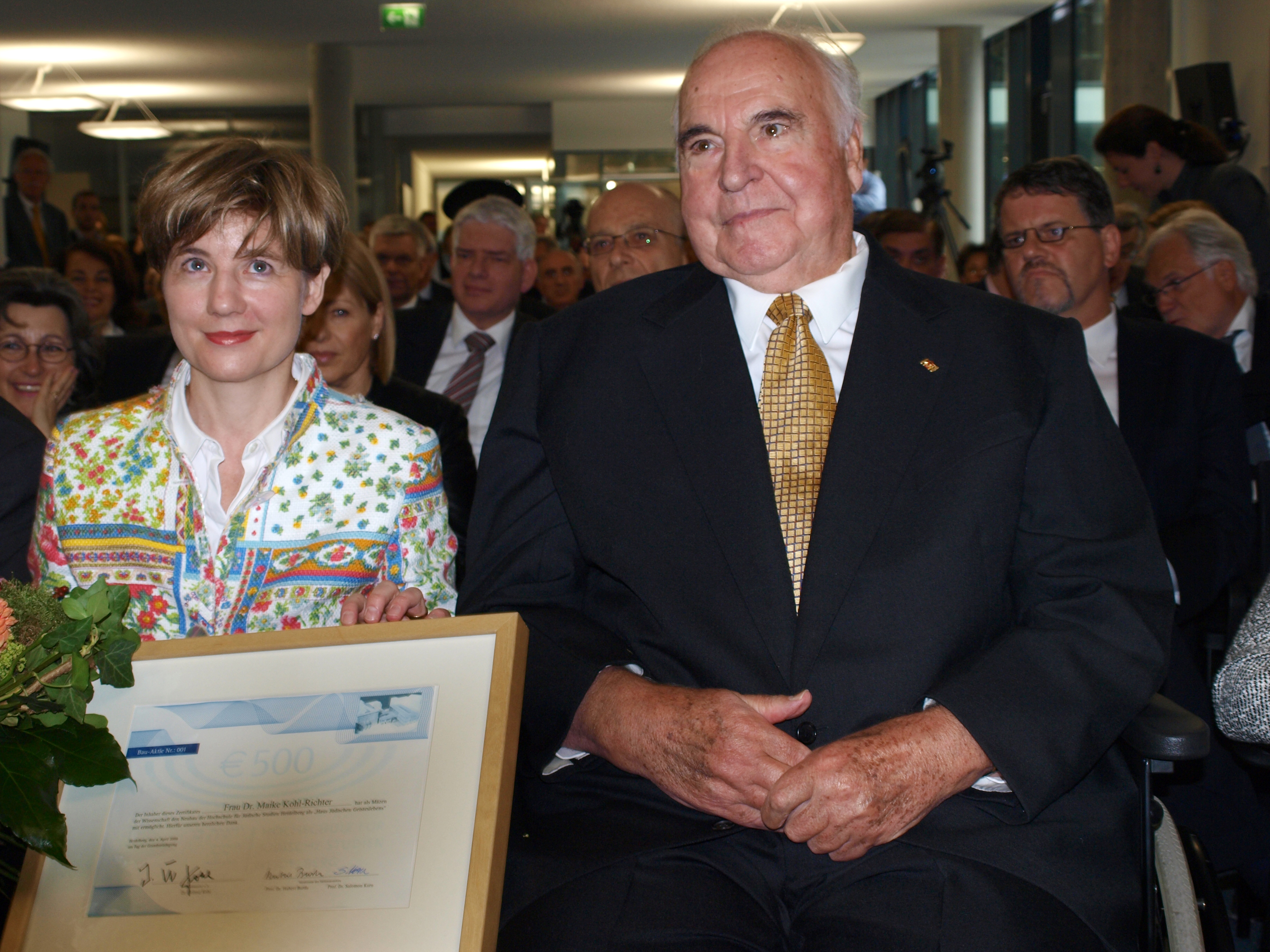
Helmut Kohl mit seiner zweiten Ehefrau Maike Kohl-Richter (2009)

1960 heiratete Kohl die Fremdsprachensekretärin Hannelore Renner (1933–2001), Tochter von Wilhelm Renner, die er seit 1948 kannte. Aus der Ehe gingen die Söhne Walter (* 1963) und Peter (* 1965) hervor. In den folgenden Jahrzehnten war Kohl darauf bedacht, ein heiles Familienleben zu inszenieren. Seit Beginn der 1970er Jahre verbrachte die Familie Kohl ihren vierwöchigen Sommerurlaub stets in demselben Haus in Sankt Gilgen am Wolfgangsee, Österreich; Sommerinterviews aus den Ferien und gestellte Pressebilder einer anscheinend intakten Familie gehörten zum Programm. Kohls Sohn Walter korrigierte in einem Buch später dieses Bild. 2016 trat eine Frau an die Öffentlichkeit mit der Aussage, sie habe in den 1990er Jahren eine Affäre mit Helmut Kohl gehabt, die seinerzeit geheim blieb. Hannelore Kohl nahm sich am 5. Juli 2001 im Alter von 68 Jahren das Leben, nachdem sie zuvor jahrelang zurückgezogen gelebt hatte; sie soll unter einer sogenannten Lichtallergie gelitten haben.
Am 8. Mai 2008 heirateten Helmut Kohl und Maike Richter (* 1964) in der Kapelle einer Reha-Klinik in Heidelberg im engsten Freundeskreis, drei Monate nach Kohls schwerem Sturz. Trauzeugen waren Leo Kirch und der Bild-Chefredakteur Kai Diekmann. Die Familien beider Seiten waren nicht eingeladen. Maike Richter hatte Kohl im Kanzleramt kennengelernt, wo die promovierte Volkswirtin von 1994 bis 1998 als Beamtin in der Wirtschaftsabteilung arbeitete.

#### Memoiren und Bücher
Im Jahre 2000 veröffentlichte Kohl seine Tagebuchaufzeichnungen aus den Jahren 1998 bis 2000. Danach arbeitete er an seinen Erinnerungen, von denen drei Bände erschienen; ein abschließender vierter Band war geplant. Laut Dieter Lenzen hat Kohl mit 27 Büchern die meisten Politikerbücher in der deutschen Politik veröffentlicht.

#### Klagen
Um die beabsichtigte Veröffentlichung der Kohl betreffenden Stasi-Unterlagen kam es in den Jahren 2000 bis 2004 zu einer umfangreichen verwaltungsgerichtlichen Auseinandersetzung (Fall Kohl). Im Ergebnis musste er die Veröffentlichung sensibler Informationen nach einem Urteil des Bundesverwaltungsgerichts nicht dulden. Dieser Rechtsstreit war Anlass für eine Änderung des Stasi-Unterlagen-Gesetzes.
Helmut Kohl führte einen Rechtsstreit mit dem Auftragsschreiber an seinen Memoiren, Heribert Schwan. Bei diesem Streit ging es um die Rechte an den Tonbändern, auf denen Arbeitsgespräche aus dem Jahr 2001 festgehalten sind. Im Ergebnis einer Prozessserie gab der Bundesgerichtshof der Klage Kohls auf Herausgabe der Tonbänder statt. Die Auseinandersetzung um die Memoiren wurde nach dem Tod Kohls von dessen Witwe vor dem Bundesverfassungsgericht fortgeführt. Sie beklagte durch die Veröffentlichung und Verbreitung bestimmter Textpassagen die Verletzung seines postmortalen Persönlichkeitsrechts. Das Bundesverfassungsgericht nahm die Verfassungsbeschwerden jedoch nicht zur Entscheidung an, da es keine hinreichende Aussicht auf Erfolg sah (Beschlüsse des Bundesverfassungsgerichts vom 24.10.2022, 1 BvR 19/22 und 1 BvR 110/22).

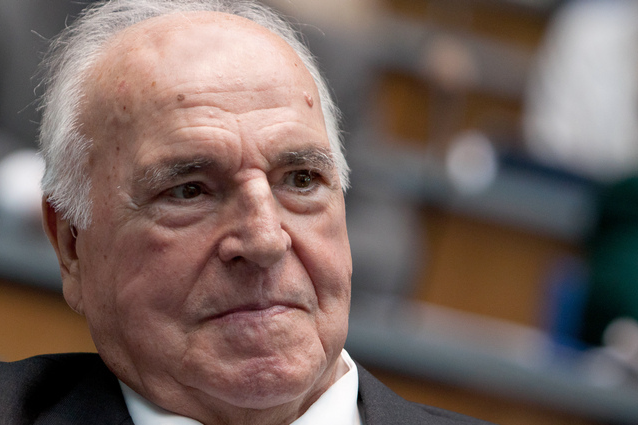
Helmut Kohl (2012)

Nachdem Schwan die Protokolle zur Grundlage eines eigenen, unautorisierten Buches gemacht hatte, verklagte Kohl Schwan, dessen Mitautor Tilman Jens und den Verlag auf Unterlassung und Schadenersatz. Er machte geltend, die Veröffentlichung der Zitate habe seinem politischen Lebenswerk sowie seiner Freundschaft zu langjährigen Weggefährten geschadet. Das Buch enthielt Aussagen aus den Arbeitsgesprächen Kohls mit Schwan mit abwertenden Bemerkungen über bekannte Persönlichkeiten, unter anderem Angela Merkel, Christian Wulff und Richard von Weizsäcker. Das Landgericht Köln sprach Kohl für die Verletzung seiner Persönlichkeitsrechte eine Entschädigung von 1 Million Euro zu, die höchste Summe für eine Persönlichkeitsrechtsverletzung in der deutschen Rechtsgeschichte. Im Berufungsverfahren hatte dies keinen Bestand. Das Oberlandesgericht wies die Klage insgesamt mit der Begründung ab, mit dem Tod des Erblassers nach Erlass des nicht rechtskräftig gewordenen erstinstanzlichen Urteils sei ein zu Lebzeiten entstandener Anspruch des Erblassers auf Geldentschädigung aus Art. 1 Abs. 1 GG, Art. 2 Abs. 1 GG i. V. m. § 823 Abs. 1 BGB erloschen, da er jedenfalls grundsätzlich nicht vererblich sei. Die zugelassene Revision wurde durch Urteile des Bundesgerichtshofs vom 29. November 2021 zurückgewiesen.

#### Letzte Jahre
Kohl musste sich ab 2007 mehreren Operationen unterziehen. Nach einem Schädel-Hirn-Trauma infolge eines Sturzes im Februar 2008 konnte er kaum noch sprechen. Bei öffentlichen Auftritten benutzte er einen Rollstuhl. In dieser Zeit verlor Kohl den Kontakt zu seinen Söhnen sowie zu Personen, die sein Leben teilweise über Jahrzehnte begleitet und darin eine zentrale Rolle gespielt hatten. Erwähnenswert sind hier insbesondere Juliane Weber, Konrad R. Müller und Eckhard Seeber. Maike Kohl-Richter soll jede Kontaktaufnahme verboten bzw. verhindert haben.
Im Juli 2009 legte Kohl seine Ämter in der von seiner verstorbenen Frau gegründeten Hannelore-Kohl-Stiftung nieder; er begründete dies mit einer Übernahme der Stiftung durch Personen, „die in keiner Beziehung zu seiner verstorbenen Frau standen“.
Im Juli 2013 waren Helmut Kohl und Guido Westerwelle Zeugen der Verpartnerung von Kohls Anwalt Stephan Holthoff-Pförtner mit einem Rechtsanwaltskollegen.

#### Tod und Begräbnis

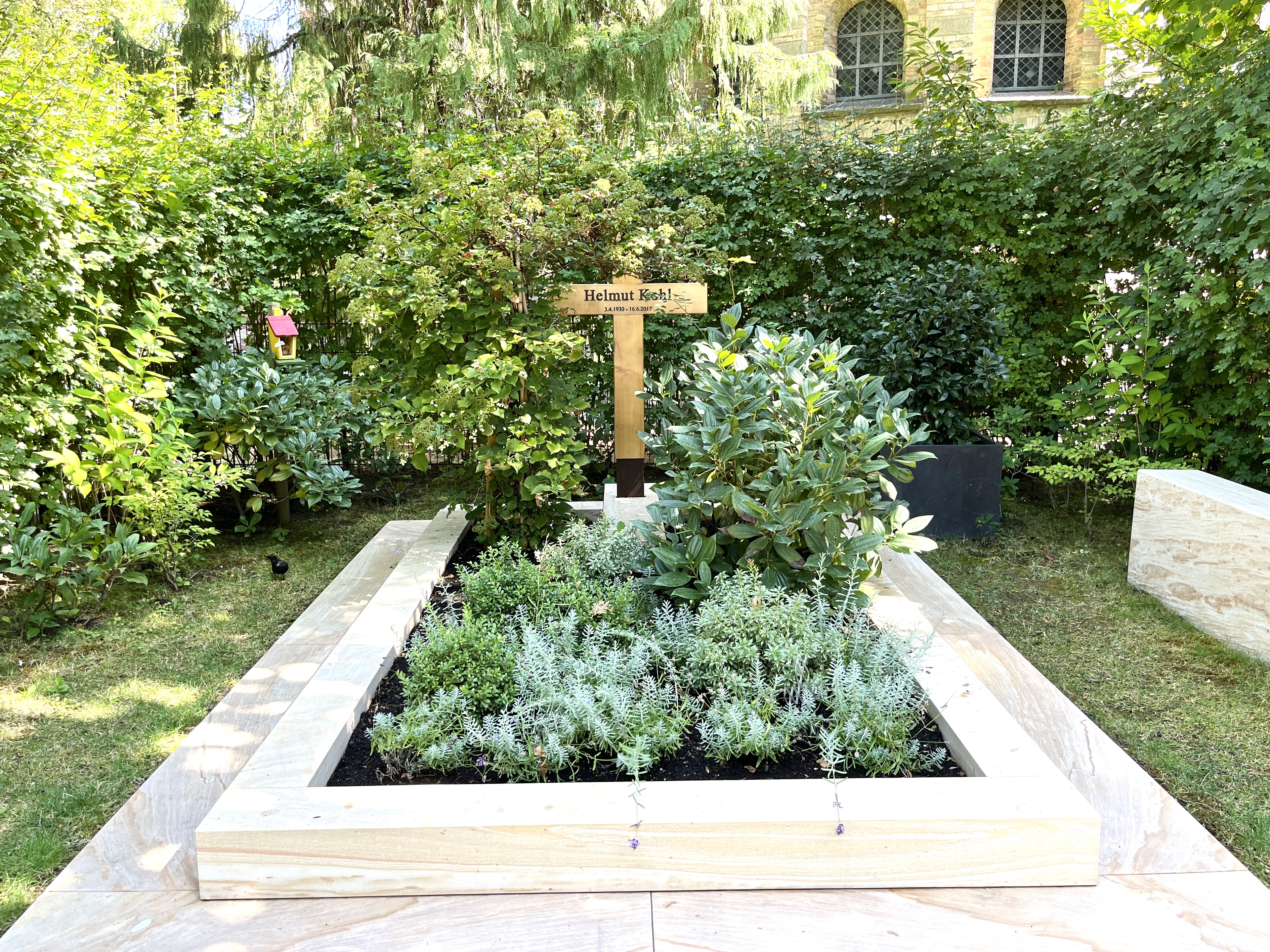
Grabstätte Kohls auf dem Alten Friedhof in Speyer (2021)

Kohl bewohnte seit 1971 ein Haus im Ludwigshafener Stadtteil Oggersheim und seit 1999 eine Wohnung in Berlin-Schmargendorf. Er starb am 16. Juni 2017 im Alter von 87 Jahren in seinem Oggersheimer Haus.
Am 1. Juli 2017 wurde Kohl als erste Persönlichkeit in der Geschichte der EU mit einem Trauerakt der EU geehrt, den EU-Kommissionspräsident Jean-Claude Juncker als „Staatsakt“ bezeichnete. Neben Juncker sprachen bei der Zeremonie im Europäischen Parlament in Straßburg der Präsident des Europäischen Parlaments, Antonio Tajani, der EU-Ratspräsident Donald Tusk, Bundeskanzlerin Angela Merkel, der französische Präsident Emmanuel Macron, der frühere US-Präsident Bill Clinton sowie der russische Ministerpräsident Dmitri Medwedew. Über seine Heimatstadt Ludwigshafen gelangte Kohls Sarg zur Totenmesse in den Speyerer Dom. Nach einem großen militärischen Ehrengeleit vor der Kathedrale wurde Kohl auf dem Friedhof des Domkapitels im engsten Familien- und Freundeskreis beigesetzt.
Eine Ehrung Kohls durch einen Staatsakt in Deutschland, wie ihn alle seine verstorbenen Amtsvorgänger erhielten, lehnte seine Witwe ab. Stattdessen fand am 22. Juni 2017 eine Würdigung durch den Deutschen Bundestag statt, bei der Bundestagspräsident Norbert Lammert sprach. Das familiäre Zerwürfnis fand unmittelbar nach Kohls Tod in den Medien starke Beachtung. Am Tag der Trauerfeier waren die beiden Söhne Kohls weder in Straßburg noch im Speyerer Dom zugegen.

#### Nachlass
Der Verbleib des politischen Nachlasses, insbesondere von Dokumenten und Unterlagen aus den öffentlichen Amtszeiten, ist noch nicht geklärt. Sowohl das Bundesarchiv als auch die Konrad-Adenauer-Stiftung haben Ansprüche auf entsprechende Dokumente angemeldet, die im Besitz der Alleinerbin Maike Kohl-Richter sind.

## Rezeption

### Mediale Darstellung
Der junge Ministerpräsident Kohl war von der bundesdeutschen Presse noch wohlwollend-neugierig aufgenommen worden. Er reformierte das als rückständig geltende Rheinland-Pfalz und griff die Parteioberen an. Als er jedoch selbst auf die Bundesebene strebte, wurde er mit anderen Maßstäben gemessen. Man fragte sich, ob er einen großen Industriestaat wie die Bundesrepublik führen könne. Kohl fehlte es nicht nur an handfesten Kenntnissen in der Außen- und Wirtschaftspolitik, sondern auch an Charisma. Außerdem wurde er in Norddeutschland kulturell nicht akzeptiert.
Die mediale Darstellung Kohls wirkte oft stark polarisierend; Nebensächlichkeiten wurde eine erhebliche politische Bedeutung zugemessen. Beispielhaft dafür war die Panne des NDR am Silvestertag 1986, als statt der Neujahrsansprache des Bundeskanzlers für das Jahr 1987 diejenige des Vorjahres gesendet wurde. Weniger die Ursache der Panne als vielmehr die große Ähnlichkeit beider Texte wurde in der Öffentlichkeit zuweilen in einer Weise thematisiert, die Kohl verletzen konnte. Der NDR wies die (unbewiesene) Vermutung zurück, die Panne könne ein „absichtliches Versehen“ gewesen sein.
Einige der von Kohl in seinen Reden verwendeten Begriffe und bildhaften Vergleiche wie „Geistig-moralische Wende“, der „Mantel der Geschichte“ oder die „blühenden Landschaften“ wurden oft zitiert und teilweise in der öffentlichen Diskussion gegen ihn verwendet. Nachdem er in einer Rede vor dem israelischen Parlament seinen persönlichen Hintergrund mit der „Gnade der späten Geburt“ umschrieben hatte, wurden ihm im Nachhinein in den Medien geschichtsverharmlosende Absichten unterstellt; endgültig stellte er seine Redeabsicht erst 1990 klar.

### Satirische Rezeption
Helmut Kohl war häufig Gegenstand von Satire und Karikatur. Wichtige Themen der Parodie waren seine Volkstümlichkeit, seine regionale Herkunft, die Pfälzer Sprachfärbung, die von zahlreichen Parodisten imitiert wurde, seine kulinarischen Vorlieben wie z. B. der Pfälzer Saumagen, die fehlenden Fremdsprachenkenntnisse sowie seine zunehmende Leibesfülle. Auch Kohls Körpergröße von über 1,90 Metern wird häufig erwähnt und kommentiert. Der Berliner Reichstag, gegen dessen Verhüllung durch das Künstlerehepaar Christo und Jeanne-Claude im Jahr 1994 sich Kohl eingesetzt hatte, erhielt im Berliner Volksmund unter anderem den Namen „Kohlroulade“.
Kohl als „Birne“
Eine der nachhaltigsten satirischen Darstellungen von Kohl als Birne geht auf ein Titelbild des Spiegel im Jahr 1976 zurück. Der französische Illustrator Jean Mulatier zeichnete vor dem Bundestagswahlkampf 1976 vier Titelbild-Karikaturen von Kohl, Helmut Schmidt, Hans-Dietrich Genscher und Franz Josef Strauß. Der damalige Bundeskanzler Schmidt bemerkte bei einem Besuch in der Spiegel-Redaktion in einem Gespräch mit Verleger Rudolf Augstein, Kohl sehe auf dem Bild aus wie eine Bergamotte-Birne. Herbert Kremp, Chefredakteur der Welt, kritisierte die Karikaturen als „Faschisierung des deutschen Politiker-Gesichts“ und ließ die Bilder abdrucken, die auch als Poster erhältlich waren. Ab 1980 verwendete Bernd Eilert die Bezeichnung „birnenförmig“ für Kohl im Satiremagazin Titanic. 1982 erschien ein Titelbild mit der Überschrift „Birne muß Kanzler bleiben“. 1983 veröffentlichten die Titanic-Mitbegründer, der Karikaturist Hans Traxler und der Satiriker Pit Knorr, das Buch Birne – Das Buch zum Kanzler. Die Darstellung spielte auf Karikaturen des französischen Königs Louis-Philippe I. an. „Birne“ wurde Schmähwort und karikaturistisches Symbol für Helmut Kohl.
„Ich war in Hölderlin gut“
In einem Zeitmagazin-Interview 1976 mit dem Schriftsteller Walter Kempowski zu seiner literarischen Schulbildung sagte Kohl den Satz „Ich war in Hölderlin gut“. Der Satz wurde zum geflügelten Wort und war Teil zahlreicher satirischer Beiträge.
Satirische Biografie von Eckhard Henscheid
1985 veröffentlichte der Schriftsteller Eckhard Henscheid die satirische Biografie Helmut Kohl. Biographie einer Jugend.
Gemälde-Parodien von Wolfgang Herrndorf
Ein Gemälde des Illustrators und Schriftstellers Wolfgang Herrndorf, das Kohl in der Titanic im Stil von Vermeer porträtierte, erlangte 1996 Bekanntheit und wurde als Plakat verkauft. 1997 veröffentlichte der Haffmans Verlag den Wandkalender Klassiker Kohl 1998 mit zwölf satirischen Porträts von Kohl im Stil berühmter Maler, darunter Cranach, Magritte und Baselitz. Dem damaligen Bundeskanzler wurde der Kalender auf der Frankfurter Buchmesse gezeigt.
„Bimbes“
Während der CDU-Spendenaffäre wurde das aus dem Rotwelschen stammende Wort „Bimbes“ populär, das Kohl als umgangssprachlichen Ausdruck für „Geld“ verwendet hatte. Kohl wurde später mit einer Aussage zitiert, mit der er Michail Gorbatschows Position gegenüber der DDR vor der Wiedervereinigung sinngemäß wiedergab: „Von uns gibt es kein Bimbes mehr. Macht was ihr wollt!“. Im Jahr 2000 wurde das Wort „Bimbes“ in den Duden aufgenommen. Kohl erhielt 2003 den Negativpreis „Preis der beleidigten Zuschauer“ für eine sarkastische Äußerung zur Spendenaffäre in einem ARD-Interview.

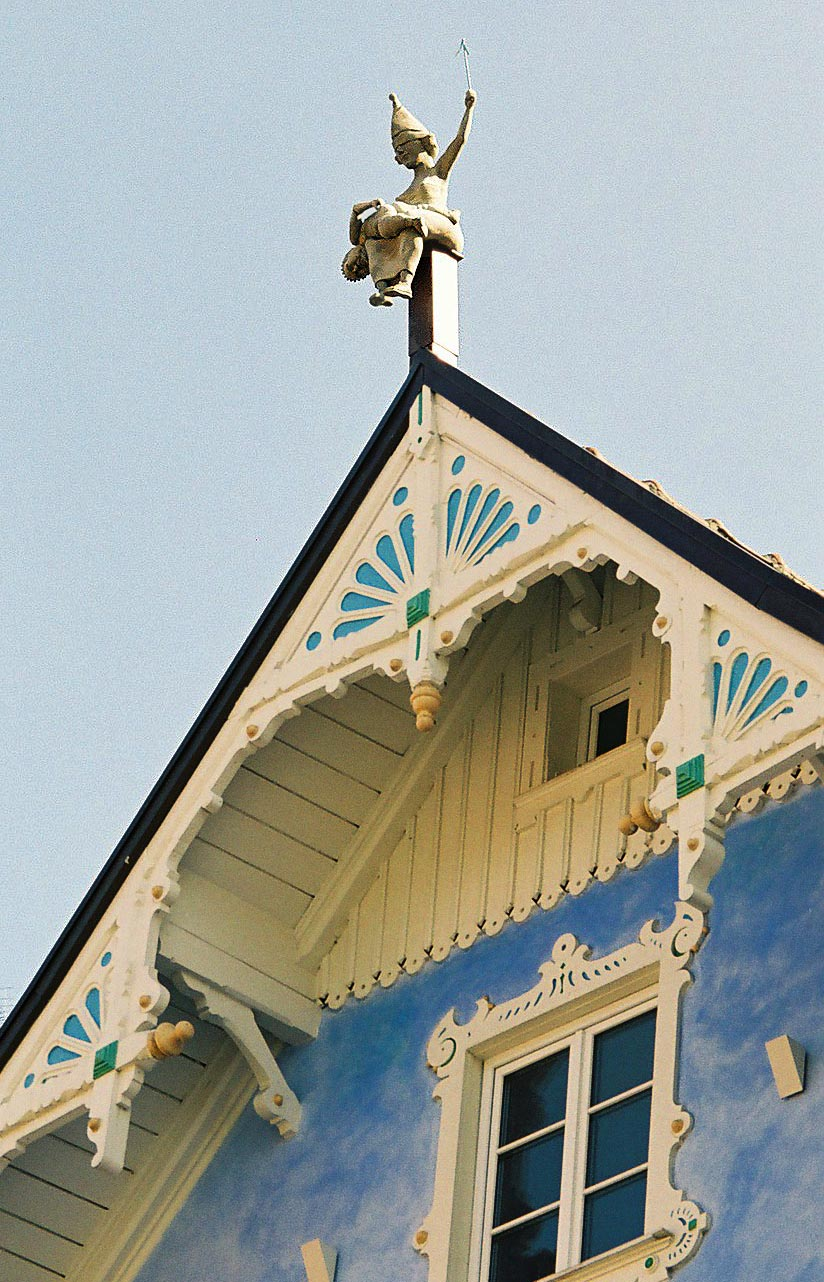
Der Ehrenwortbube von Peter Lenk (2001)

Skulptur Der Ehrenwortbube von Peter Lenk
Der Künstler Peter Lenk schuf die satirische Skulptur Der Ehrenwortbube über die Spendenaffäre, die 2001 auf einem Apothekendach in Stockach bei Konstanz aufgestellt wurde. Darauf wird Kohl von der allegorischen Justitia der Hintern versohlt.

### Fiktionale Darstellungen
- Der 1990 erschienene Schlüsselroman Parteifreunde von Wulf Schönbohm behandelt den Streit zwischen Kohl und Heiner Geißler.
- In der satirischen Puppenserie Hurra Deutschland (1989–1991) wurde Kohl als Puppe dargestellt, unter dem Namen Kohl and the Gang (Anspielung auf die Gruppe Kool & the Gang) wurden verschiedene Tonträger veröffentlicht.
- Der Mann aus der Pfalz (Fernseh-Spielfilm Deutschland 2009), biografisch-dokumentarische Interpretation zum Leben und der Entwicklung Kohls zwischen der unmittelbaren Nachkriegszeit nach 1945 und der deutschen Wiedervereinigung 1989/90. Kohl als Bundeskanzler wurde von Thomas Thieme dargestellt.
- Der Eierwurf von Halle (Sondersendung am 5. November 2021 als Musical im ZDF Magazin Royale von Jan Böhmermann). Kohl wurde von Prinzen-Sänger Sebastian Krumbiegel dargestellt.[160]

## Ehrungen

### Orden und Auszeichnungen

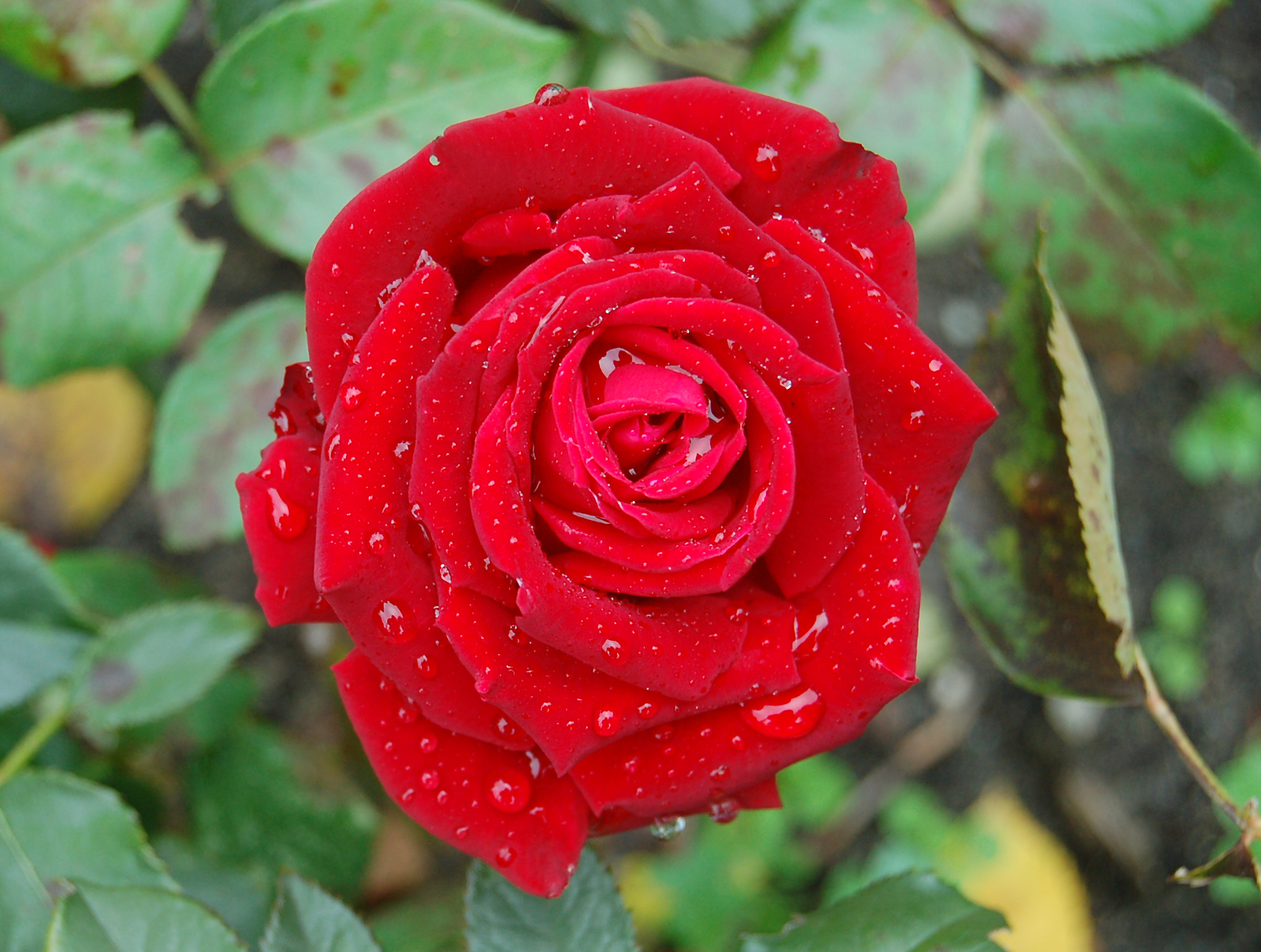
Die nach dem Altkanzler benannte
Helmut-Kohl-Rose, eine Teehybride

- 1970: Großes Verdienstkreuz (1970) mit Stern (1973) und Schulterband (1975) des Verdienstordens der Bundesrepublik Deutschland
- 1971: Großoffizier des Orden von Oranien-Nassau[161]
- 1973: Großes Silbernes Ehrenzeichen am Bande für Verdienste um die Republik Österreich[162]
- 1977: Großkreuz des Verdienstordens der Italienischen Republik
- 1979: Großkreuz des Verdienstordens der Bundesrepublik Deutschland
- 1984: Ehrenplakette des Bundes der Vertriebenen
- 1988: Internationaler Karlspreis zu Aachen, für seine Verdienste um die französisch-deutsche Freundschaft und für die Zukunft Europas, gemeinsam mit François Mitterrand
- 1989: Großes Goldenes Ehrenzeichen am Bande für Verdienste um die Republik Österreich.[162]
- 1992: Europäischer Handwerkspreis
- 1993: Deutscher Medienpreis in Baden-Baden.
- 1996: Orden für humanitäre Verdienste von der weltgrößten jüdischen Organisation B’nai B’rith
- 1997: Vision for Europe Award der Edmond Israel Foundation
- 1998: Großkreuz des Ordens des Infanten Dom Henrique
- 26. Oktober 1998: Großkreuz in besonderer Ausführung des Verdienstordens der Bundesrepublik Deutschland, nach Konrad Adenauer der zweite Träger[163]
- 1998: Ehrenbürger Europas, ernannt vom Europäischen Rat, ein Titel, der zuvor nur Jean Monnet verliehen worden war.[164]
- 1999 Großkreuzritter des Orden vom Niederländischen Löwen
- 1999: Presidential Medal of Freedom
- 1999: St.-Liborius-Medaille für Einheit und Frieden des Erzbistums Paderborn
- 1999: Orden des Weißen Löwen 1. Klasse der Tschechischen Republik.
- 1999: Alter Freund des chinesischen Volkes[165]
- 2000: Internationaler Preis des Westfälischen Friedens, für seine Verdienste um die deutsche Einheit und den damit verbundenen Beitrag für die Überwindung der Spaltung Europas
- 2004: Internationaler Adalbert-Preis, in Warschau vom polnischen Staatspräsidenten überreicht
- 2005: Point-Alpha-Preis für Verdienste um die Einheit Deutschlands und Europas in Frieden und Freiheit, gemeinsam mit George H. W. Bush und Michail Gorbatschow
- 2005: Franz Josef Strauß-Preis der Hanns-Seidel-Stiftung. Die Laudatio hielt der frühere CSU-Vorsitzende Theo Waigel.
- 2005: Quadriga, des Vereins Werkstatt Deutschland,  für seine Verdienste um die Einheit Deutschlands und sein Bemühen um die europäische Einheit. Die Laudatio hielt Michail Gorbatschow.
- 2006: Sonderpreis des Konrad-Adenauer-Preises für Kommunalpolitik der Kommunalpolitischen Vereinigung der CDU und CSU in Deutschland (KPV)
- 2006: Europapreis Karl V. der Europäischen Akademie von Yuste, überreicht im spanischen Kloster San Jerónimo de Yuste bei Cáceres. In der Laudatio wurde Kohl von Felipe González als „großer Architekt“ für ein geeinigtes Europa bezeichnet.
- 2007: Goldene Medaille der Jean-Monnet-Stiftung, überreicht durch die Schweizer Bundespräsidentin Micheline Calmy-Rey in Lausanne.
- 2007: Preis für Verständigung und Toleranz des Jüdischen Museums Berlin
- 2009: Hanns Martin Schleyer-Preis in Stuttgart
- 2009: Millenniums-Bambi, überreicht von seinem Laudator Theo Waigel.
- 2010: Roland Berger Preis für Menschenwürde. Laudator war Władysław Bartoszewski, ehemaliger Außenminister Polens.[166] Von dem mit einer Million Euro dotierten Preis spendete Kohl im Juni 2010 700.000 Euro der Ruprecht-Karls-Universität Heidelberg und die verbliebenen 300.000 Euro für den Bau eines Krankenhauses in Sri Lanka.[167]
- 2011: Henry-Kissinger-Preis, überreicht vom ehemaligen US-Präsidenten Bill Clinton.[168]
- Seit 1990 bis mindestens ins Jahr 2009 wurde Kohl jedes Jahr für den Friedensnobelpreis nominiert,[169] so 2007 von Michail Gorbatschow. Im gleichen Jahr schlug ihn EU-Kommissionspräsident José Manuel Barroso für die Auszeichnung vor.[170][171]

### Briefmarken
2012: Das Sonderpostwertzeichen (Ausgabetag 11. Oktober 2012) mit dem Nominalwert von 55 Cent zeigt ein Porträt des Alt-Bundeskanzlers mit dem Schriftzug „Helmut Kohl – Kanzler der Einheit – Ehrenbürger Europas“. Er gehörte damit zu den wenigen Personen, die in der Bundesrepublik Deutschland bereits zu Lebzeiten mit einer Sonderbriefmarke geehrt wurden. Üblich ist diese Ehrung meist erst post mortem, im Gedenken um eine verdiente Persönlichkeit.

### Weitere Ehrungen
Helmut Kohl war Ehrenbürger der Städte Danzig, Deidesheim, Frankfurt am Main, Berlin (1992), Ludwigshafen am Rhein und seines österreichischen Urlaubsortes Sankt Gilgen.
Kohl war Ehrendoktor verschiedener Universitäten des In- und Auslands.
1996 überreichte Fritz Walter Helmut Kohl die Ehrenmitgliedschaft des 1. FC Kaiserslautern. Kohl war bis zu seinem Lebensende Mitglied des FCK und engagierte sich für den pfälzischen Traditionsverein.

## Gedenken

### Denkmäler und Gedenkort

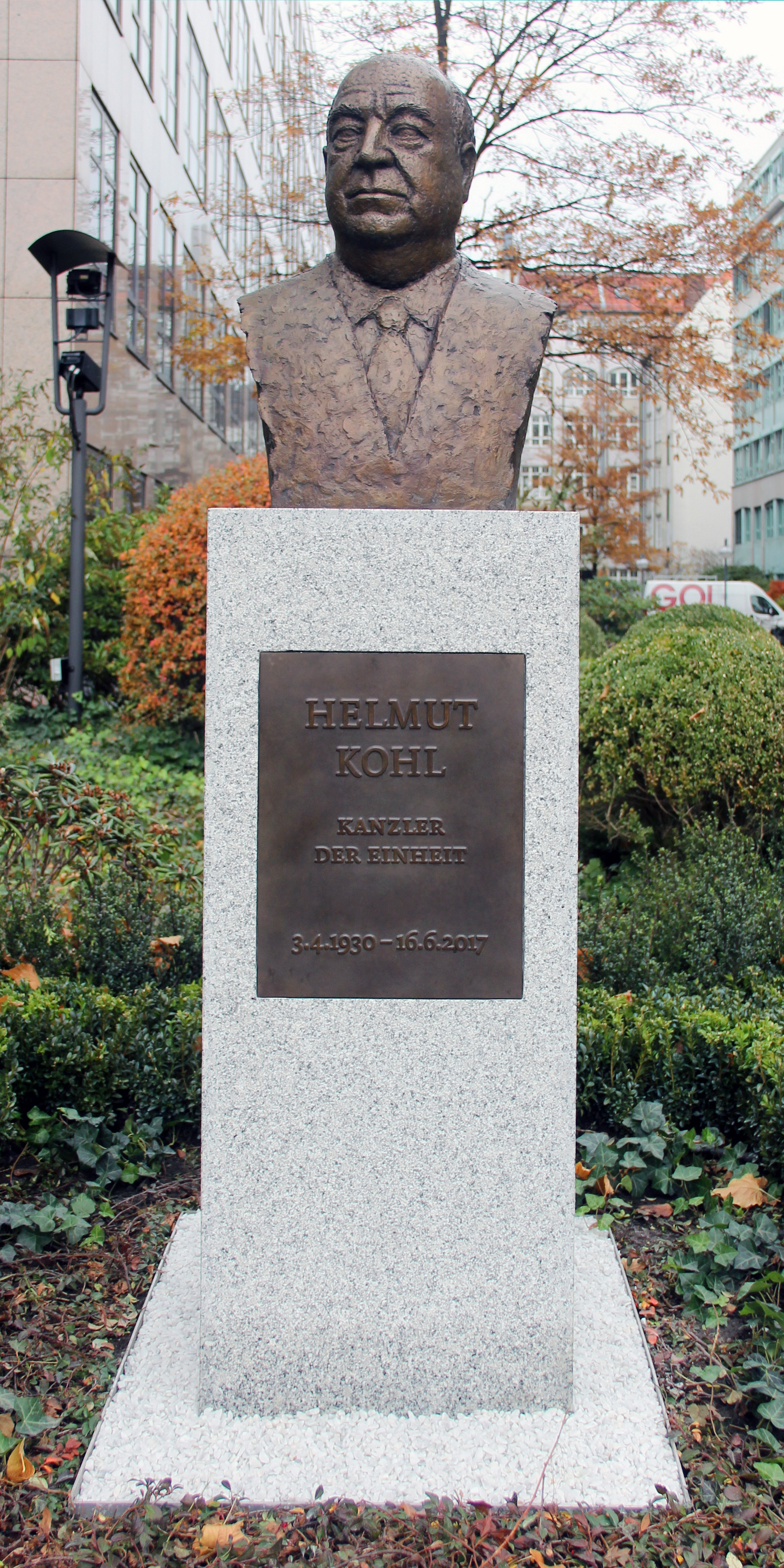
Kohl-Büste in Berlin-Moabit

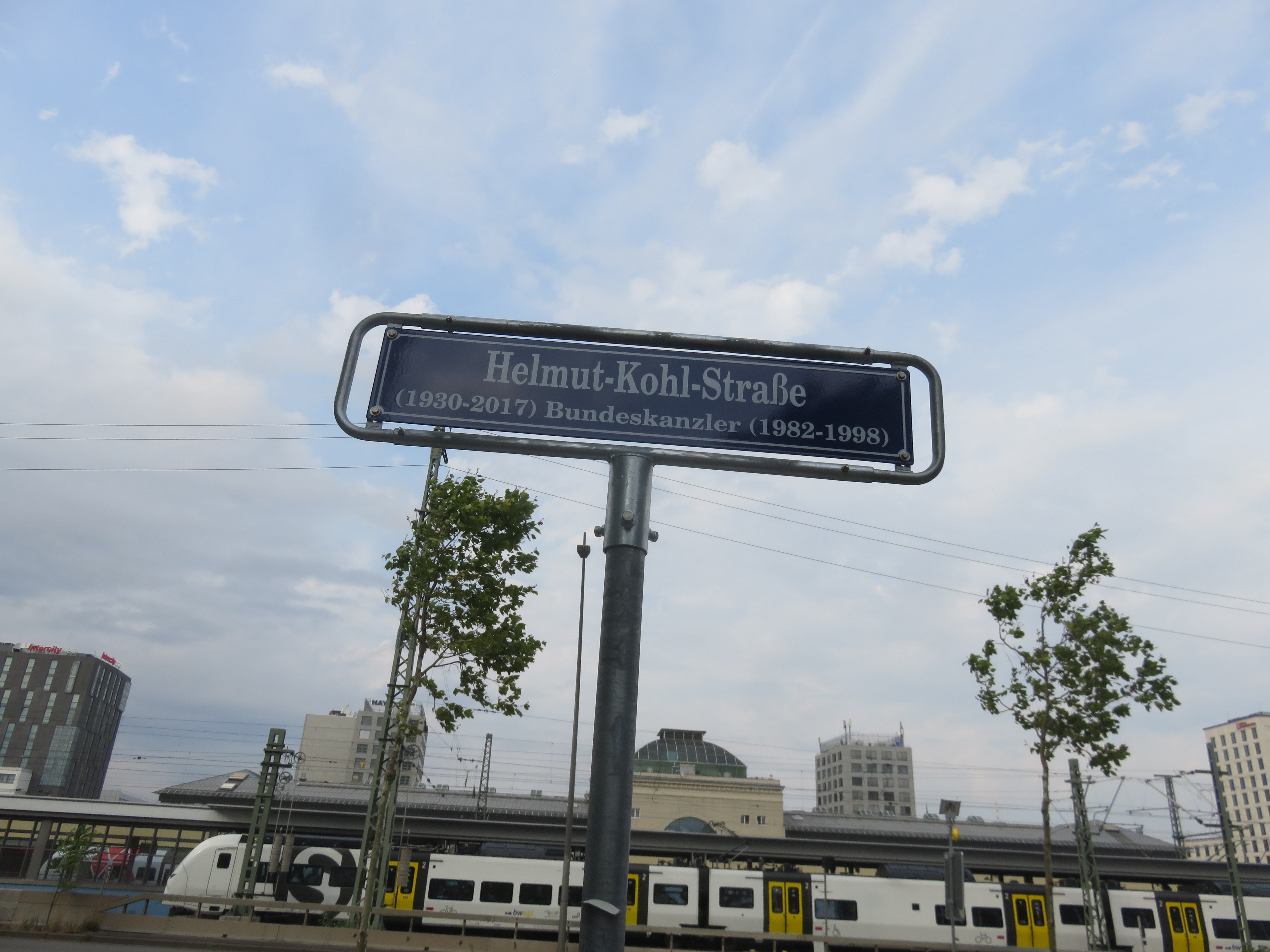
Helmut-Kohl-Straße hinter dem Hauptbahnhof in Mannheim

Seit 2010 befindet sich vor dem Berliner Axel-Springer-Hochhaus das vom Künstler Serge Mangin gestaltete Ensemble Väter der Einheit mit Büsten von Kohl, George Bush und Michail Gorbatschow.
Seit 2018 erinnert eine von der Bildhauerin Christine Dewerny gestaltete Büste Kohls auf der Straße der Erinnerung am Berliner Spreebogen.
Die Europäische Stiftung Kaiserdom zu Speyer ehrte Kohl am 3. April 2022, seinem Geburtstag, durch die Aufstellung einer Bronzebüste auf einem Sockel aus rotem Sandstein im Domgarten. Geschaffen wurde sie vom Bildhauer Wolf Spitzer.
Kohls Witwe Maike Kohl-Richter scheiterte im Juni 2020 mit dem Vorhaben, das Wohnhaus in Oggersheim unter Denkmalschutz stellen zu lassen. Grund für den Antrag war der damals geplante Abbruch der 1984, zwei Jahre nach der Kanzlerwahl, auf dem Nachbargrundstück errichteten Sonderwache der Polizei. Die Denkmalfachbehörde lehnte den Antrag mit der Begründung ab, die Architektur der beiden Gebäude (Wohnhaus und Polizeiwache) sei sehr schlicht und durch mehrere Umbauten bereits stark verändert. Die Abrissarbeiten an der Sonderwache wurden gleichwohl inzwischen eingestellt, da das Grundstück vor dem Verkauf steht und der neue Eigentümer das Gebäude erhalten möchte (Stand: Dezember 2020). Zwischenzeitlich wurde das Grundstück mit der Polizei-Sonderwache von Maike Kohl-Richter erworben, damit die Sonderwache erhalten bleibt.

### Straßennamen
Nach Kohl sind verschiedene Straßen und Plätze in Deutschland benannt:
- Helmut-Kohl-Allee in Bonn[183]
- Helmut-Kohl-Platz in Burg[184]
- Helmut-Kohl-Straße in Dessau-Roßlau
- Dr.-Helmut-Kohl-Platz in Greußenheim[185]
- Helmut-Kohl-Europaplatz in Idar-Oberstein[186]
- Dr.-Helmut-Kohl-Straße in Loddin
- Helmut-Kohl-Platz in Mainz[187]
- Helmut-Kohl-Straße in Mannheim[188]
- Helmut-Kohl-Platz in Nürnberg[189]
- Helmut-Kohl-Platz in Osnabrück[190]
- Helmut-Kohl-Straße in Schleusingen
- Helmut-Kohl-Ufer in Speyer
- Helmut-Kohl-Straße in Erfurt[191]

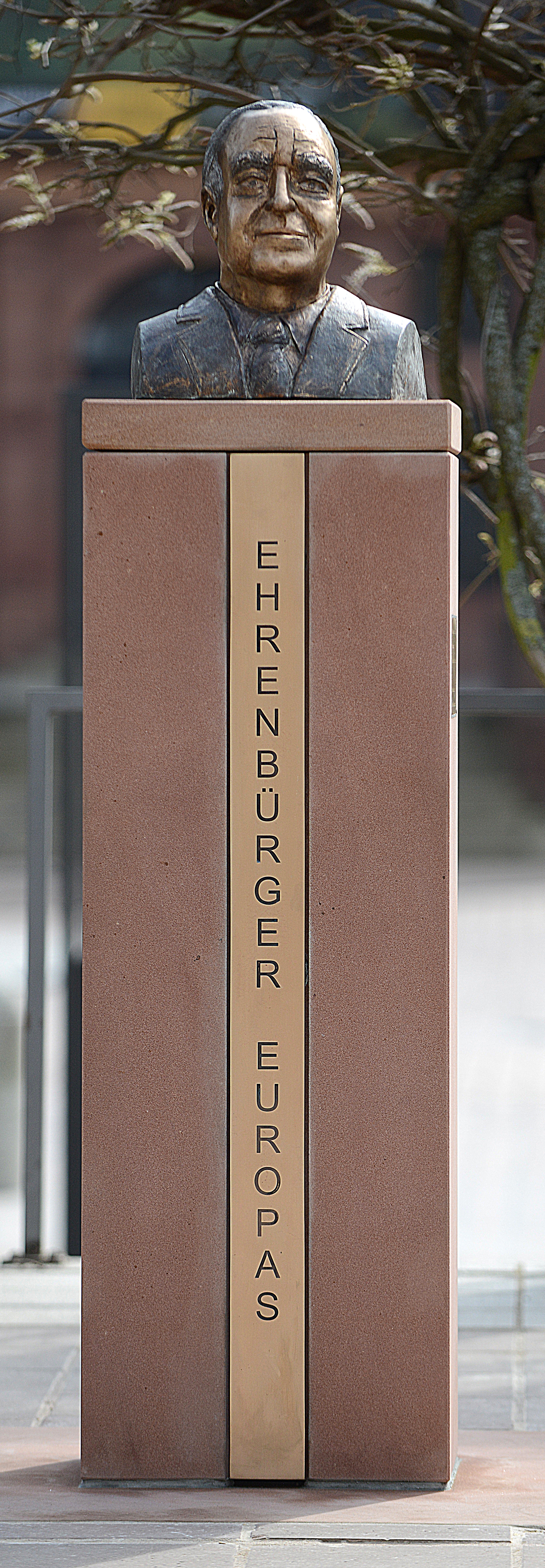
Büste in Speyer mit Aufschrift „Ehrenbürger Europas“ von Wolf Spitzer (2022)

In verschiedenen Städten wurde die Benennung von Plätzen und Straßen nach Kohl abgelehnt. In Leuna scheiterte eine Umbenennung 2017. In Osnabrück wurde eine Umbenennung 2018 abgelehnt. In Leipzig wurde 2019 die Umbenennung des Eingangsbereichs der Neuen Messe abgelehnt. In Berlin schlug Burkard Dregger 2018 den Großen Stern vor, die Idee stieß wegen der Nichteinhaltung einer Fünf-Jahres-Frist auf Ablehnung. Die Junge Union schlug 2020 vor, den Frankfurter Flughafen oder einen Platz vor der Europäischen Zentralbank nach Kohl zu benennen. In Kaarst wurde 2020 der Name Helmut-Kohl-Ring für eine Straße in einem neuen Gewerbegebiet beschlossen. In Hanau wird eine Umbenennung in einem neuen Gewerbegebiet diskutiert. In München und Ludwigshafen wurde 2021 eine Helmut-Kohl-Allee beschlossen.

### Bundeskanzler-Helmut-Kohl-Stiftung
Mit Wirkung zum 9. Juni 2021 wurde unter dem Namen „Bundeskanzler-Helmut-Kohl-Stiftung“ in Berlin eine rechtsfähige Stiftung des öffentlichen Rechts errichtet, die an Leben und Wirken von Helmut Kohl erinnern soll. Stiftungszweck ist es, „das Andenken an das politische Wirken Dr. Helmut Kohls für Freiheit und Einheit des deutschen Volkes, für den Frieden in der Welt, für die Versöhnung mit den europäischen Nachbarstaaten und die europäische Integration zu wahren“ (§ 2 Abs. 1 HKohlStG). Dazu soll unter anderem ein Helmut-Kohl-Zentrum als öffentlich zugängliche Erinnerungsstätte in Berlin errichtet werden (§ 2 Abs. 2 Nr. 1 HKohlStG).

### Sonstiges
- Seit 2002 gibt es einen Helmut-Kohl-Wanderweg in Eppenbrunn. Er führt ins französische Roppeviller.[204]
- Jeweils ein Wanderschuh Kohls und eine Schuhleiste von Charles de Gaulle sind nebeneinander im Deutschen Schuhmuseum Hauenstein sowie im Museum von Saint-André-Treize-Voies im französischen Département Vendée ausgestellt.[205]
- Die Strickjacke, die Kohl 1990 beim sogenannten „Strickjackentreffen“ mit Michail Gorbatschow im Kaukasus trug, befindet sich in der Sammlung des Hauses der Geschichte in Bonn.[206]
- 2013 änderte eine Bar namens „Helmut Kohl“ in Berlin-Neukölln ihren Namen in „Schloss Neuschweinsteiger“, nachdem Anwälte Kohls darum gebeten hatten.[207][208]
- Die 16-jährige Kanzlerschaft von Helmut Kohl war mit 5870 Tagen neun Tage länger als die Kanzlerschaft von Angela Merkel.[209]

## Schriften
- Die politische Entwicklung in der Pfalz und das Wiedererstehen der Parteien nach 1945. Dissertation, Universität Heidelberg 1958.
- Hausputz hinter den Fassaden. Praktikable Reformen in Deutschland. Fromm, Osnabrück 1971, ISBN 3-7729-5015-9.
- Zwischen Ideologie und Pragmatismus. Aspekte und Ansichten zu Grundfragen der Politik. Verlag Bonn Aktuell, Stuttgart 1973, ISBN 3-87959-014-1.
- (Hrsg.): Konrad Adenauer 1876/1976. Belser, Stuttgart 1976, ISBN 3-7630-1163-3.
- (Hrsg.): Der neue Realismus. Außenpolitik nach Iran und Afghanistan. Erb, Düsseldorf 1980, ISBN 3-88458-017-5.
- (Hrsg.): Die CDU. Porträt einer Volkspartei. Rüber, Schwieberdingen 1981, ISBN 3-922622-02-X.
- Der Weg zur Wende. Von der Wohlfahrtsgesellschaft zur Leistungsgemeinschaft. Herausgegeben von Dietrich Heissler. Husum-Druck- und Verlags-Gesellschaft, Husum 1983, ISBN 3-88042-190-0.
- Reden und Berichte der Bundesregierung. Presse- und Informationsamt der Bundesregierung, Bonn (zahlreiche Einzelveröffentlichungen).
- Deutschlands Zukunft in Europa. Reden und Beiträge des Bundeskanzlers. Herausgegeben von Heinrich Seewald. Busse Seewald, Herford 1990, ISBN 3-512-00979-4.
- Die deutsche Einheit. Reden und Gespräche. Mit einem Vorwort von Michail Gorbatschow. Lübbe, Bergisch Gladbach 1992, ISBN 3-7857-0665-0.
- Der Kurs der CDU. Reden und Beiträge des Bundesvorsitzenden 1973–1993. Hrsg. von Peter Hintze und Gerd Langguth. DVA, Stuttgart 1993, ISBN 3-421-06659-0.
- „Ich wollte Deutschlands Einheit.“ Dargestellt von Kai Diekmann und Ralf Georg Reuth. Propyläen, Berlin 1996, ISBN 3-549-05597-8; Ullstein, Berlin 2010, ISBN 978-3-548-37349-2.
- Mein Tagebuch 1998–2000. Droemer Knaur, München 2000, ISBN 3-426-27241-5.
- Erinnerungen. 1930–1982. Droemer Knaur, München 2004, ISBN 3-426-27218-0.
- Erinnerungen. 1982–1990. Droemer Knaur, München 2005, ISBN 3-426-27320-9.
- Erinnerungen. 1990–1994. Droemer Knaur, München 2007, ISBN 978-3-426-27408-8.
- Vom Mauerfall zur Wiedervereinigung. Meine Erinnerungen. Knaur-Taschenbuch-Verlag, München 2009, ISBN 978-3-426-78336-8. Droemer Knaur, München 2014, ISBN 978-3-426-27655-6. (Gekürzte und überarbeitete Fassung).
- Berichte zur Lage 1989–1998. Der Kanzler und Parteivorsitzende im Bundesvorstand der CDU Deutschlands. Bearbeitet von Günter Buchstab und Hans-Otto Kleinmann, Droste Verlag, Düsseldorf 2012, ISBN 978-3-7700-1915-1.
- Aus Sorge um Europa: Ein Appell. Droemer Knaur, München 2014, ISBN 978-3-426-27663-1.